# Collection Farnèse

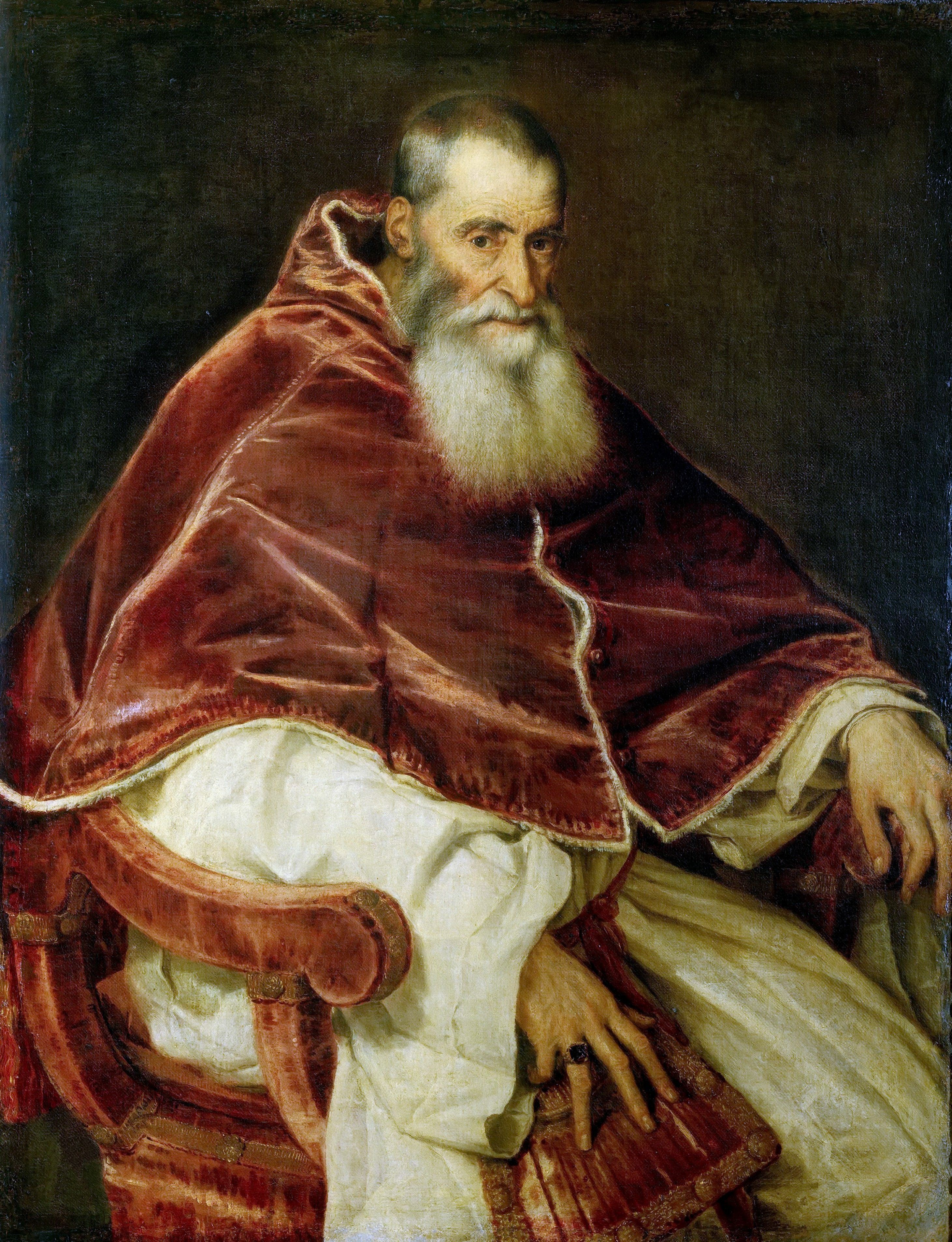
Titien, Portrait du pape Paul III Farnèse.

La collection Farnèse est une collection d’œuvres d’art, l'une des plus importantes d'Italie et d'Europe, créée à la renaissance italienne de par la volonté d’Alexandre Farnèse (1468-1549), pape sous le nom de Paul III, qui, à partir de 1543, a commencé à collectionner et à commander des œuvres d’art aux plus grands artistes de l’époque.
Elle est le résultat du mécénat et de la collecte, qui dura environ deux siècles, jusqu'au premier quart du XVIIIe siècle, de divers membres de la famille Farnèse originaire du Latium, notamment des cardinaux Alexandre Farnèse, neveu du pape Paul III, et Édouard Farnèse.
Développée entre Rome, Parme et Plaisance à partir de 1734, la collection picturale, entre-temps transférée dans le duché d'Émilie, est transférée à Naples à la demande de Charles III roi d'Espagne, qui en devient propriétaire grâce au legs de sa mère, Élisabeth Farnèse, la dernière représentante de la famille. Le transfert de la collection est achevé en 1786 avec Ferdinand Ier roi des Deux-Siciles, qui se charge également de retirer la collection archéologique et le reste des peintures qui se trouvaient encore dans le palais Farnèse de Rome.
La liste des œuvres est particulièrement importante et englobe tous les secteurs artistiques, comprenant des peintures, des sculptures tant artistiques qu'archéologiques, des dessins, des livres, des bronzes, des meubles, des camées, des monnaies, des médailles et de nombreux autres objets à caractère archéologique. La collection comprend notamment des œuvres de Titien, Annibale, Ludovico et Agostino Carracci, Pieter Brueghel l'Ancien, Le Corrège, Giovanni Lanfranco, Parmigianino, Sebastiano del Piombo, Le Greco, Giovanni Bellini, Lorenzo Lotto, Andrea Mantegna, Raphael.

## Histoire

### XVIesiècle

#### Ascension sociale de la famille Farnèse

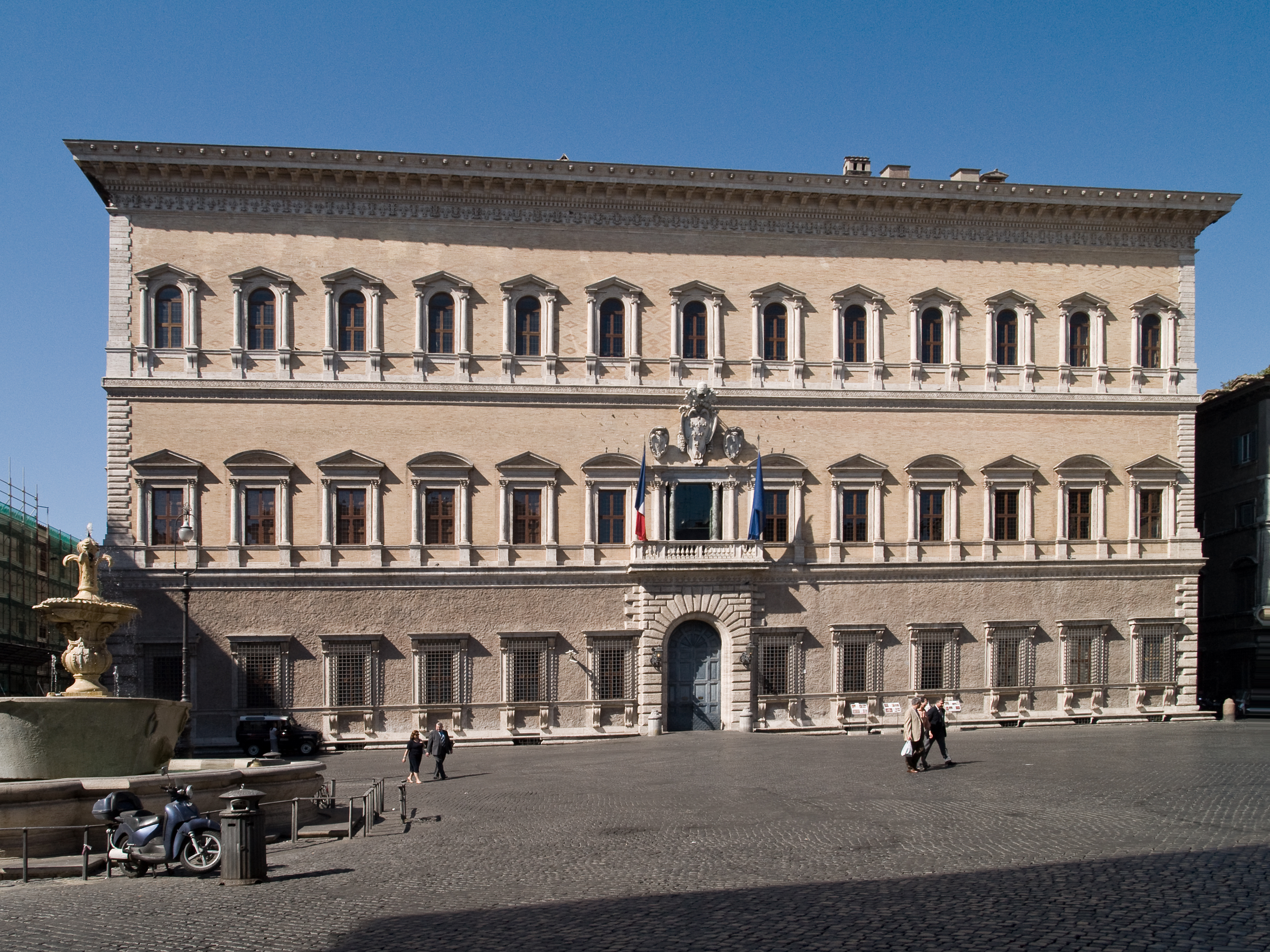
Palais Farnèse de Rome.

Les reconstitutions des événements historiques qui ont conduit à la naissance et au développement de la collection Farnèse remontent presque toutes aux XVIe et XVIIe siècles. La collection voit le jour lorsque le pape Paul III (1468-1549), élu en 1534, et son cardinal-neveu Alexandre Farnèse commencent à commander et à collecter, par le biais de dons et d'acquisitions, à partir de 1542, des peintures et des sculptures de certains des artistes les plus illustres de l'époque, ainsi que des trouvailles de l'Antiquité découvertes de temps à autre sur les chantiers de construction de Rome.
L'ensemble des collections est d'abord installé dans le palais Farnèse situé sur le Campo de' Fiori à Rome, commandé par le pape lui-même en 1495 et dont la construction est achevée seulement vers 1540, à l'origine aussi la demeure de Pierre-Louis Farnèse, duc de Castro et fils de Paul III, puis également habitée à partir de 1544 par le fils de Pier Luigi, Ranuccio Farnèse, connu comme le « petit cardinal de Saint-Ange », tandis que son frère, le cardinal-neveu Alexandre le Jeune, vit dans le palais de la Chancellerie voisin.
Dans les années proches du milieu du XVIe siècle, le pape Farnèse est très actif politiquement, aussi et surtout à Parme et à Plaisance, lorsqu'en 1545, il procède au détachement définitif des deux villes du duché de Milan, constituant ainsi un nouvel état autonome par rapport à aux états pontificaux, le duché de Parme et Plaisance, où son fils Pierre-Louis Farnèse est nommé duc.
D’un côté, la collection Farnèse se constitue à Rome avec Alexandre, qui commence dans cette ville la collection des œuvres, tandis qu'à Parme, un nombre important d’œuvres de l’école émilienne et flamande sont exposées dans le palais ducal, le palais du Jardin, les palais Colorno et Sala. Enfin, la partie restante se constitue à Plaisance, dans le palais Farnèse.

#### Collection du cardinal-neveu Alexandre Farnèse
La collection, débutée à Rome, a été développée principalement sur trois centres distincts, Rome, Parme et Plaisance. Alexandre Farnèse commence la collection Farnèse de Rome.

##### Antiquités

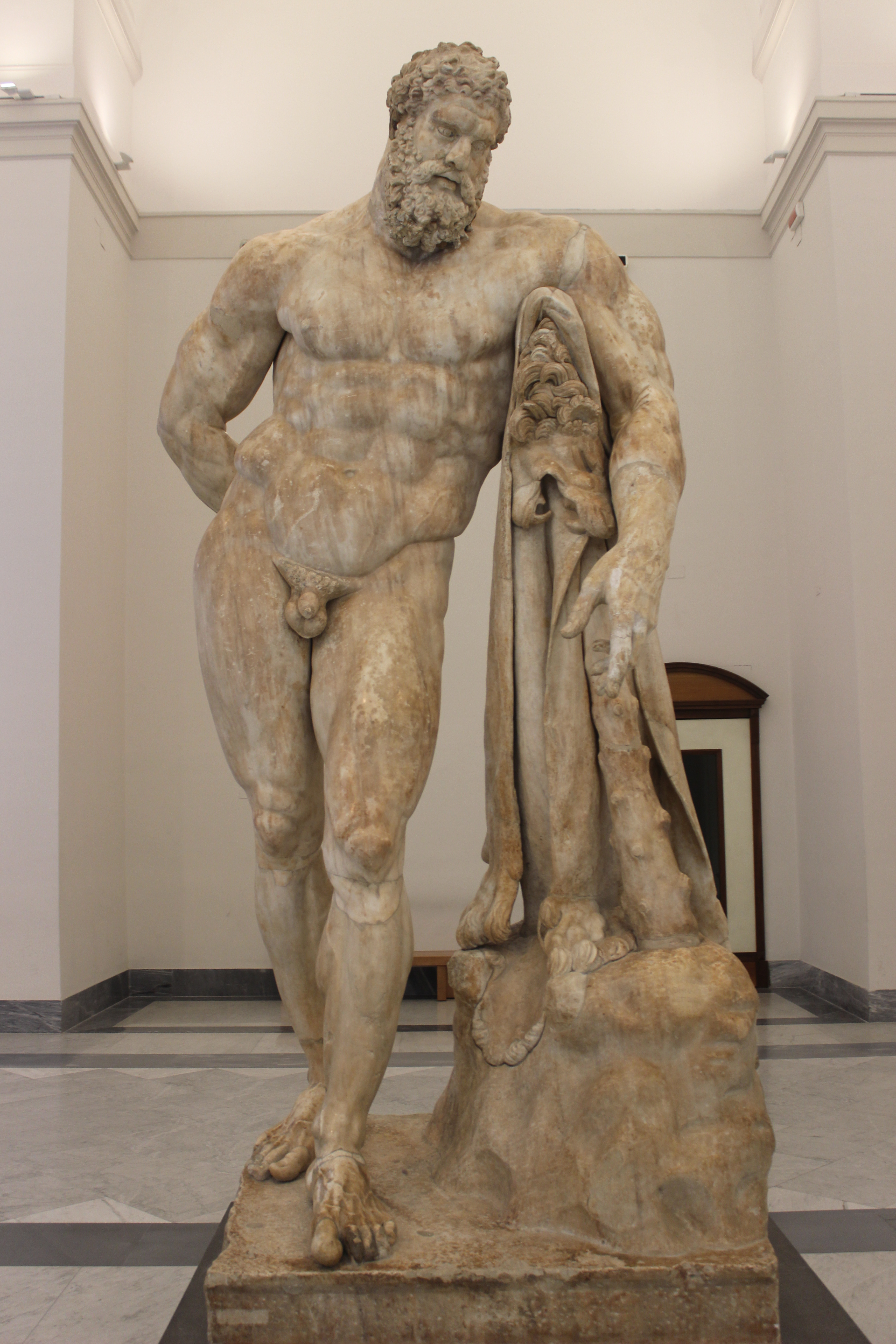
Hercule farnèse, musée archéologique national de Naples.

Le noyau d'œuvres qui constitue l'épine dorsale initiale de la collection Farnèse est celui issu des découvertes archéologiques, résultant en partie de celles réalisées lors des fouilles romaines qui se développent à l'époque, et en partie d'acquisitions provenant d'autres collections.
Des bustes et statues antiques de la collection du cardinal Cesi datent de 1537, tandis que les deux Prisonniers daces proviennent de la collection d'Ascanio Colonna (aujourd'hui au musée archéologique national de Naples, le MANN) et remontent à 1541. Parmi les découvertes, celles de 1545 dans les fouilles de la fabrique de Saint-Pierre aux Thermes de Caracalla sont abondantes et centrales pour l'évolution de la collection dont, en plus du grand nombre de découvertes, certaines représentent des chefs-d'œuvre absolus de l'art classique, comme le Taureau Farnèse, l'Hercule Farnèse et  l'Hercule latin (les deux premiers aujourd'hui au MANN, le troisième au palais de Caserte), mais aussi celles de Tivoli, dont le cardinal Alexandre est gouverneur à partir de 1535.
L'achat par Octave Farnèse de la collection Sassi remonte à 1546, dont un Apollon (aujourd'hui au MANN), tandis que l'acquisition du buste colossal de Jules César (MANN) remonte à 1547, trouvé lors des fouilles du forum de Trajan, ainsi que des socles des colonnes du temple d'Hadrien situé sur la Piazza della Pietra (MANN).

##### Commandes au Titien (1542-1546)
D'un point de vue artistique, la collection débute en 1541, avec Giulio Clovio qui est appelé par Alexandre le Jeune et hébergé au palais Farnèse à Rome, où il reste jusqu'à sa mort en 1578, pour créer quelques œuvres, dont les décorations du Livre d'heures (aujourd'hui à la Morgan Library and Museum de New York), et en même temps prodiguer ses conseils en matière d'achat d'œuvres d'art.
Les premières grandes commandes de peinture de la famille ont lieu entre 1542 et 1545, toutes formulées par le neveu du cardinal Alexandre le Jeune : Titien est en effet appelé par lui à la cour papale d'Émilie, alors que le pontife est occupé à rédiger un accord de paix avec l'empereur Charles Quint, afin de réaliser plusieurs portraits de la famille, dont celui de Ranuccio Farnèse (1542), qui est la première œuvre de Titien pour la famille Farnèse, le Portrait de Paul III, avec en 1543 et sans camauro vers 1545, ainsi que le Portrait du cardinal Alexandre Farnèse en 1545-1546.
Pour convaincre Titien de réaliser les travaux et d'accéder aux demandes formulées, le cardinal exprime tacitement son intention de donner suite à la demande du peintre vénitien qui souhaite que son fils Pomponio, qui a prononcé ses vœux cléricaux, obtienne l'abbaye San Pietro in Colle, dans le diocèse de Ceneda.
Cependant, malgré les portraits des Farnèse qu'il réalise, auxquels s'ajoutent également d'autres tableaux réalisés lors d'un court séjour à Rome, toujours à la cour Farnèse, où il peint la Danaé (1545), expressément demandée par le cardinal-neveu pour son camerino, et le Portrait de Paul III avec ses petits-fils (1545-46), le maître n'obtient pas les privilèges qu'il espère pour son fils, qui ne dispose en fait que d'une modeste cure en Vénétie.

Titien, Portrait de Ranuccio Farnese, 1542.
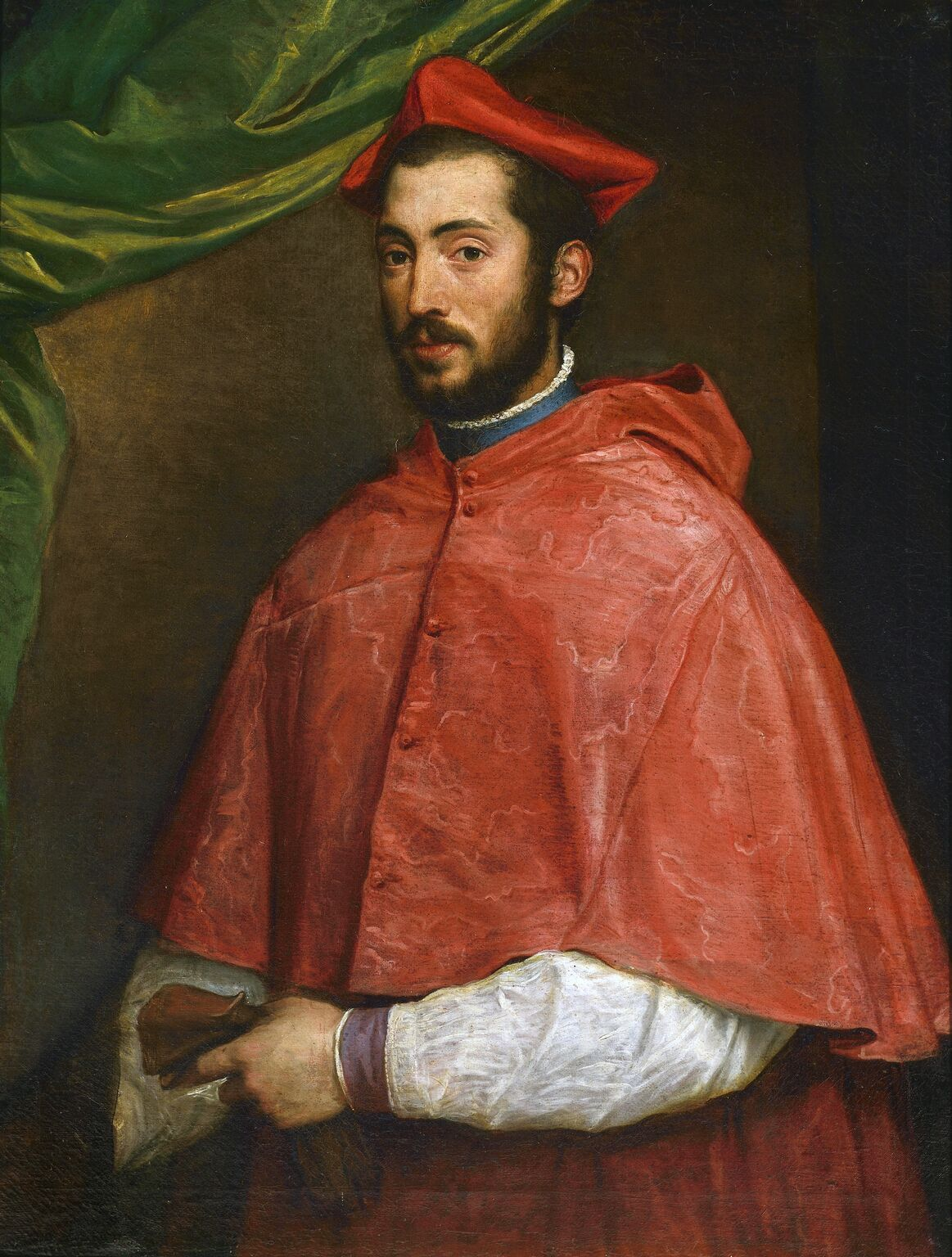
Titien, Portrait du cardinal Alexandre Farnèse, 1545-1546.
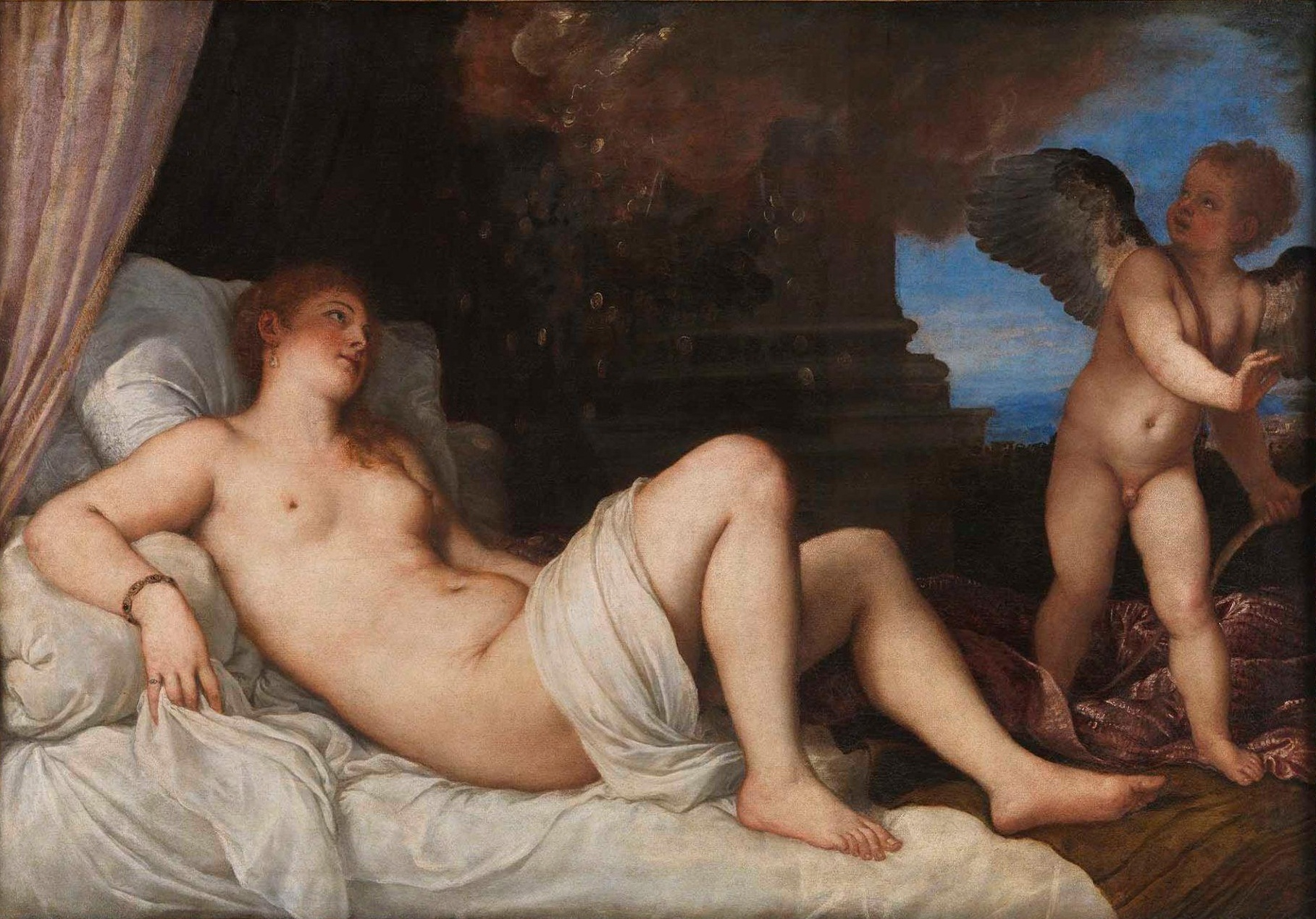
Titien, Danaé, 1545.
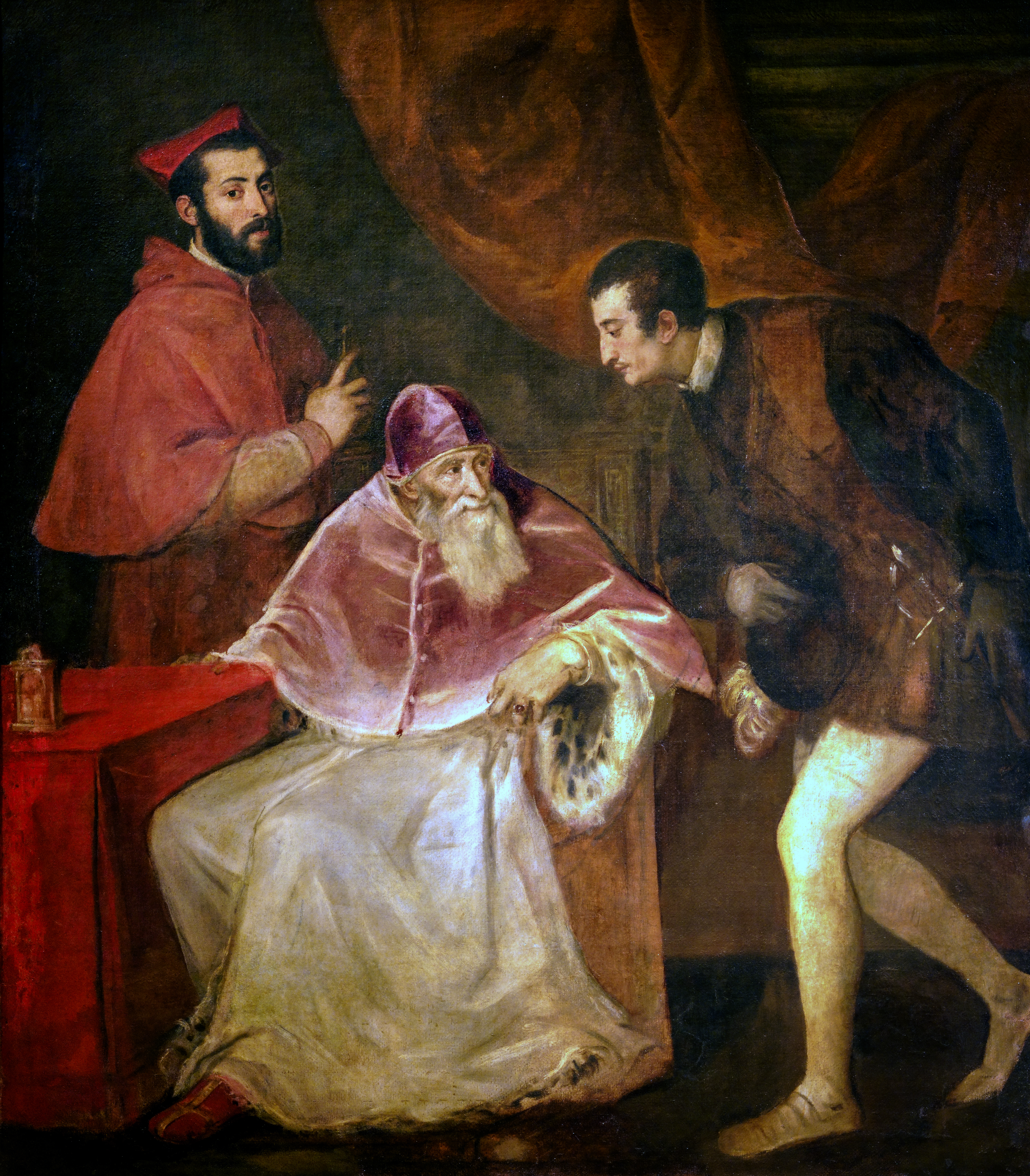
Titien, Portrait de Paul III avec ses petits-fils, 1545-1546.

##### Premiers inventaires

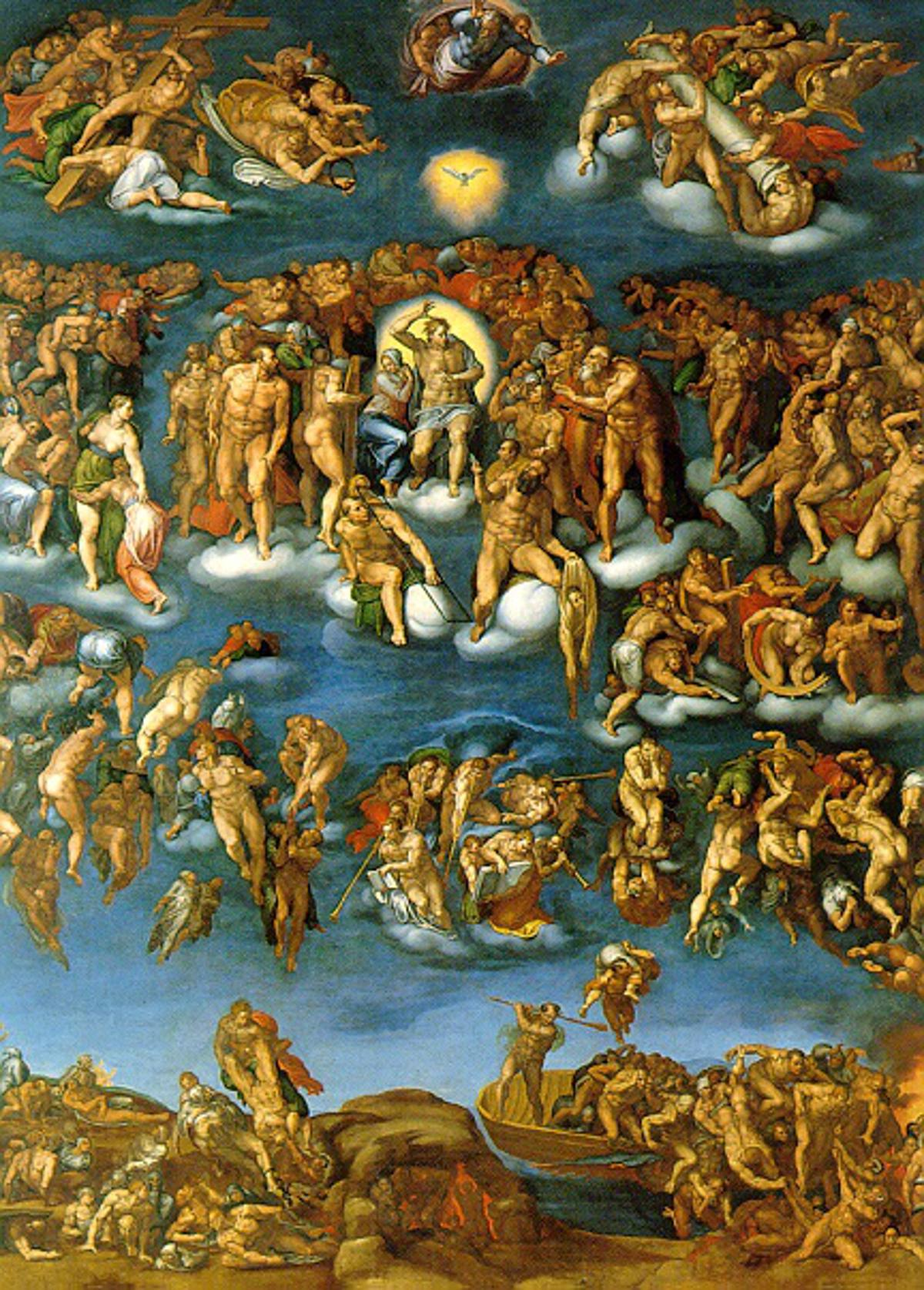
Marcello Venusti, Le Jugement dernier, 1549, musée de Capodimonte.

Après la mort de Paul III en 1549, l'évolution de la collection ralentit également en raison de l'affaiblissement politique de la famille dans les années qui suivent immédiatement la mort du pape : en 1551, les Farnèse sont bannis et déclarés « rebelles » par le pape Jules III car ils ont auparavant conclu des accords de protection politique avec les rois de France.
La commande à Marcello Venusti d'une copie (maintenant au musée de Capodimonte de Naples) du Jugement dernier de Michel-Ange remonte aussi à 1549, connue car elle reprend la composition originale conçue par l'artiste florentin, donc avant les ajustements que réalise Daniele da Volterra, appelé à couvrir les nudités des personnages représentés.
Il n'existe pas d'informations certaines sur la disposition des œuvres du palais du Campo de' Fiori lors de sa construction. On sait avec certitude que jusqu'à la mort de Paul III, le palais connait un enrichissement incessant de pièces de la collection où, outre un premier groupe d'œuvres commandées par la famille, principalement l'ensemble des toiles et des sculptures de Titien et Guglielmo Della Porta, au fil du temps, la collection est principalement constituée de pièces provenant de dons, legs ou achats d'autres collections, découlant du mécénat attentif des Farnèse.
Une première liste des sculptures antiques présentes dans la collection Farnèse est dressée en 1550, dite inventaire Aldrovandi du nom de son rédacteur, publiée en 1556, où l'emplacement de la plupart des pièces aujourd'hui au musée archéologique national de Naples est signalé et décrit.
Parallèlement, le cardinal Alexandre Farnèse continue à enrichir sa résidence du palais de la Chancellerie avec des pièces archéologiques qu'il achète pour lui-même, comme celles provenant de la collection Del Bufalo dont il entre en possession en 1562, ce qui permet l'entrée dans la collection du dit Atlas Farnèse, d'un Apollon en basalte, qui après des restaurations au XVIIIe siècle deviendra un Apollon citharède et l'Éros Farnèse (trois sculptures aujourd'hui au MANN de Naples). Ces œuvres sont ensuite transférées, à une époque inconnue, à l'intérieur du palais Farnèse, lorsqu'une aile du bâtiment est destinée à abriter les appartements privés du  cardinal-neveu.

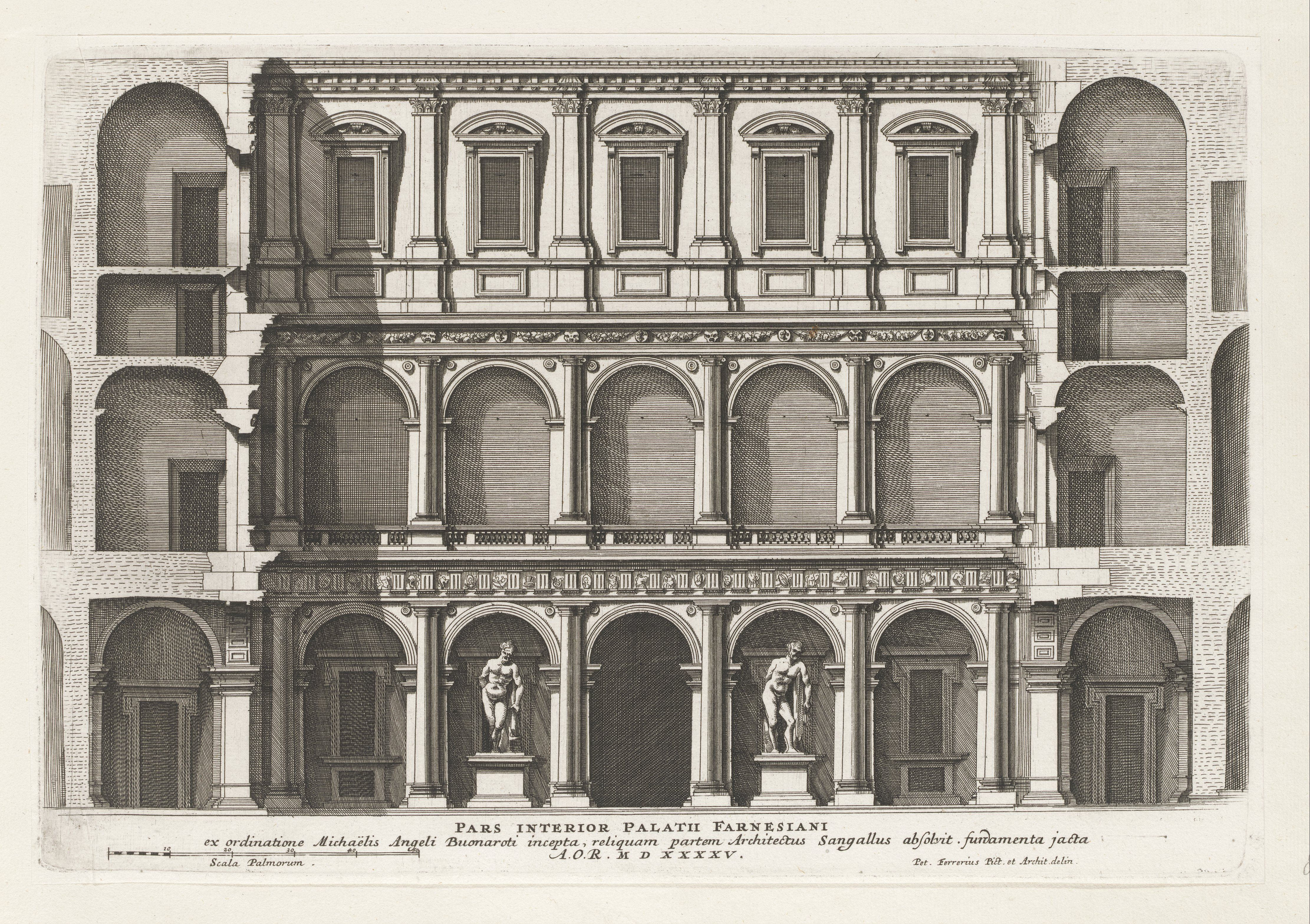
Gravure de 1655 montrant la cour intérieure, vers l'arrière de la façade, du palais Farnèse à Rome, avec l'Hercule Farnèse et le Latino dans les deux arcs.

Dans les années suivantes, deux autres inventaires, l'un réalisé en 1566, un an après la mort de Ranuccio Farnèse, et un autre en 1568, époque à laquelle la collection et le palais du Campo de' Fiori sont déjà entièrement confiés pendant deux ans au cardinal Alexandre le jeune, le frère de Ranuccio, fils aîné de Pierre-Louis Farnèse et neveu du pape Paul III. Les deux inventaires, plutôt que de montrer les « différences » entre les deux catalogues, qui ne sont en fait pas substantielles car les collections d'Alexandre ont été transférées à la résidence de Ranuccio avant la rédaction du premier des deux, sont utiles pour comprendre les dispositions des différentes œuvres dans les pièces du palais.
Les sculptures antiques, dont l'Hercule Farnèse, le Latino et la Flore Farnèse, sont disposées entre les arcs de la cour intérieure ; dans le salon de l'aile droite, au premier étage destiné aux appartements du cardinal Alexandre, qui devient plus tard la chambre des empereurs, se trouvent des bustes des consuls et des empereurs romains et les sculptures de Vénus avec l'Amour Farnèse et d'Éros, tandis que dans la grande salle du premier étage, les deux Prisonniers Daces sont disposés de chaque côté de la porte d'entrée, avec dans les niches, diverses sculptures, dont la statue sans tête de Doryphore (à l'origine sans tête) et la statue de Minerve. D'autres pièces fragmentaires ou à restaurer sont conservées dans la remise, où se trouve initialement également le Taureau Farnèse qui, en raison de sa taille, est difficile à installer et est donc exposé sans majesté dans cet environnement, mais qui trouvera ensuite sa place dans les jardins du palais. Les statues antiques constituent jusqu'alors le noyau de la collection avec l'ensemble de peintures du Titien.

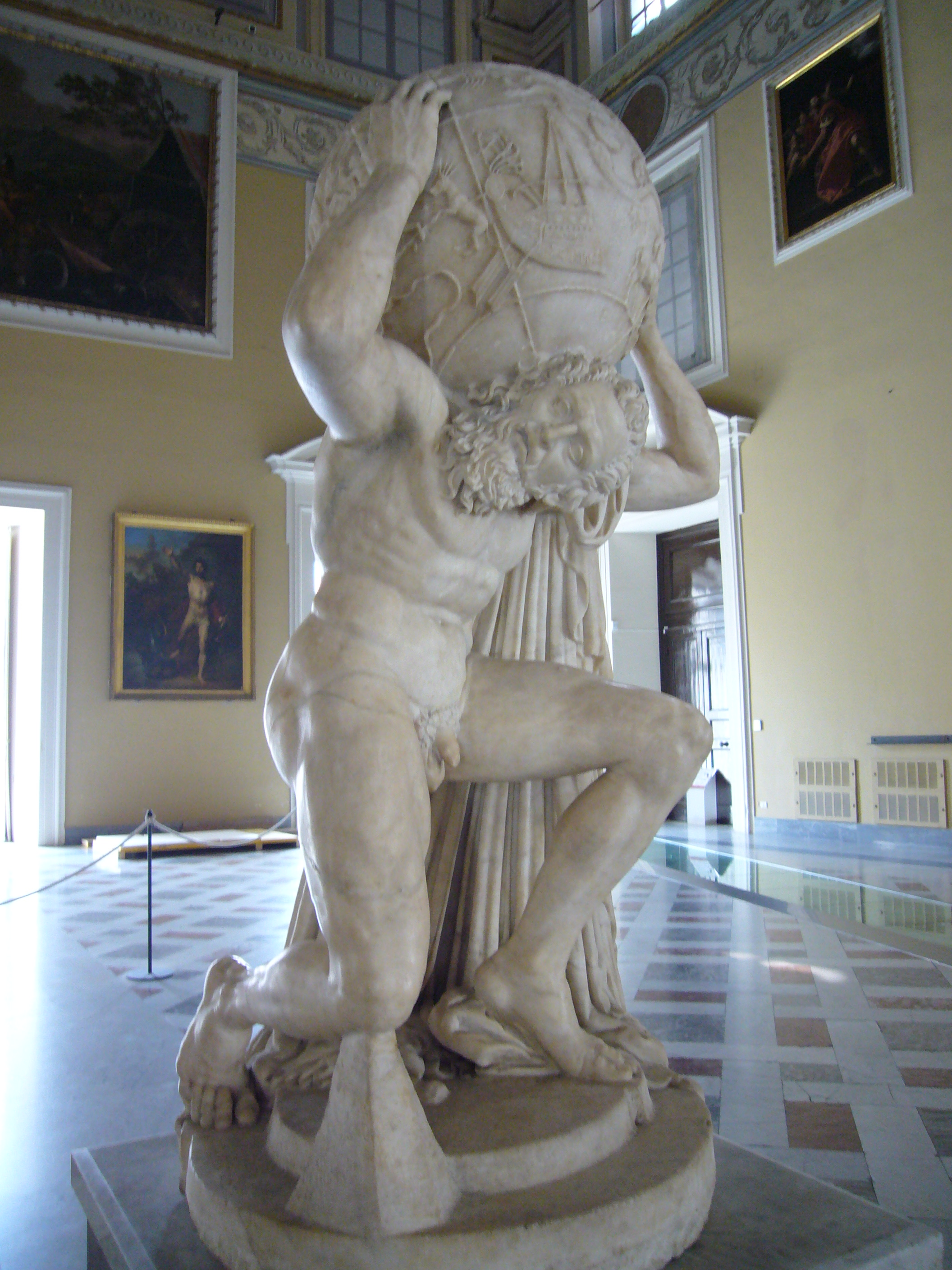
Atlas Farnèse.
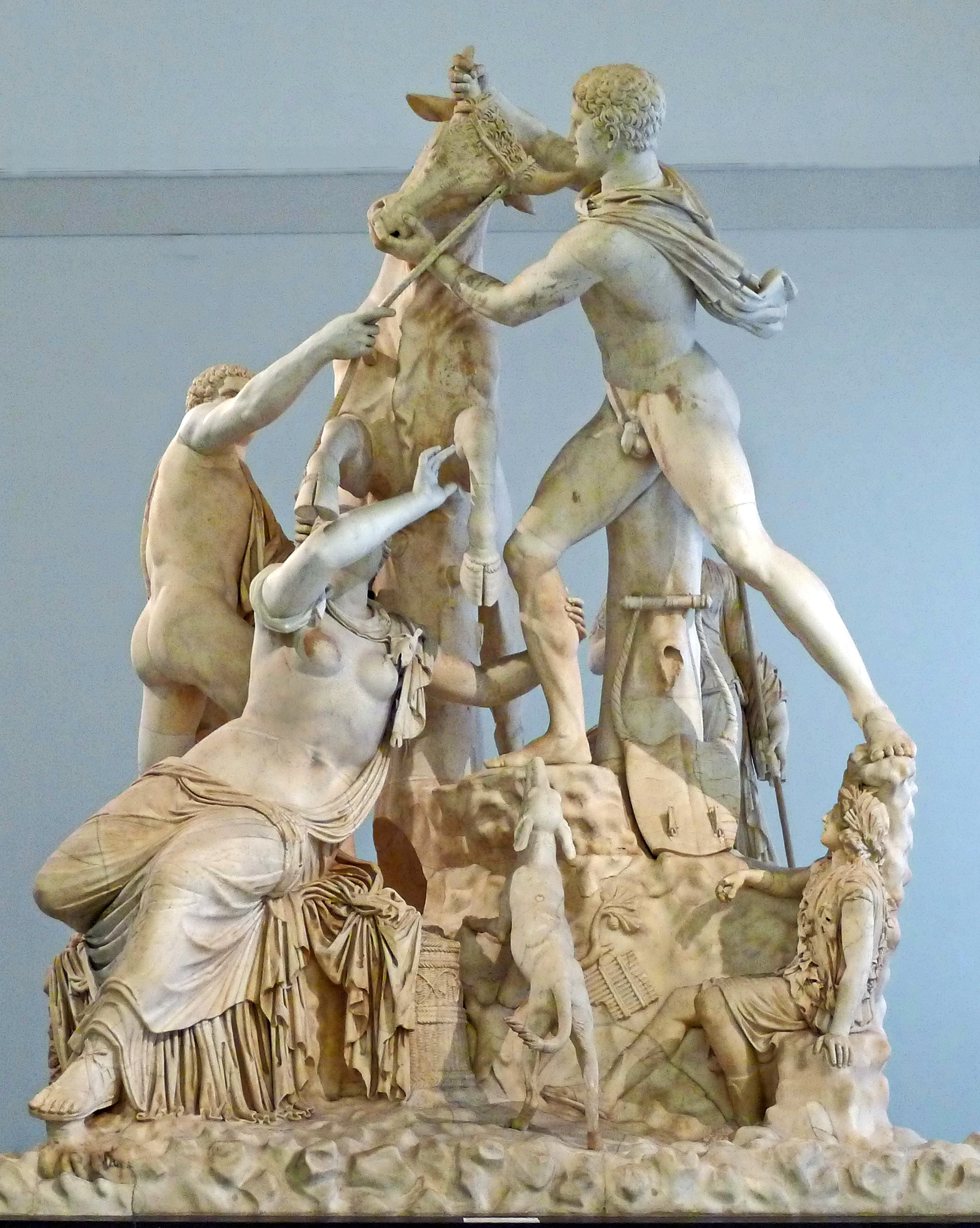
Taureau Farnèse.

##### Dernières années duXVIesiècle

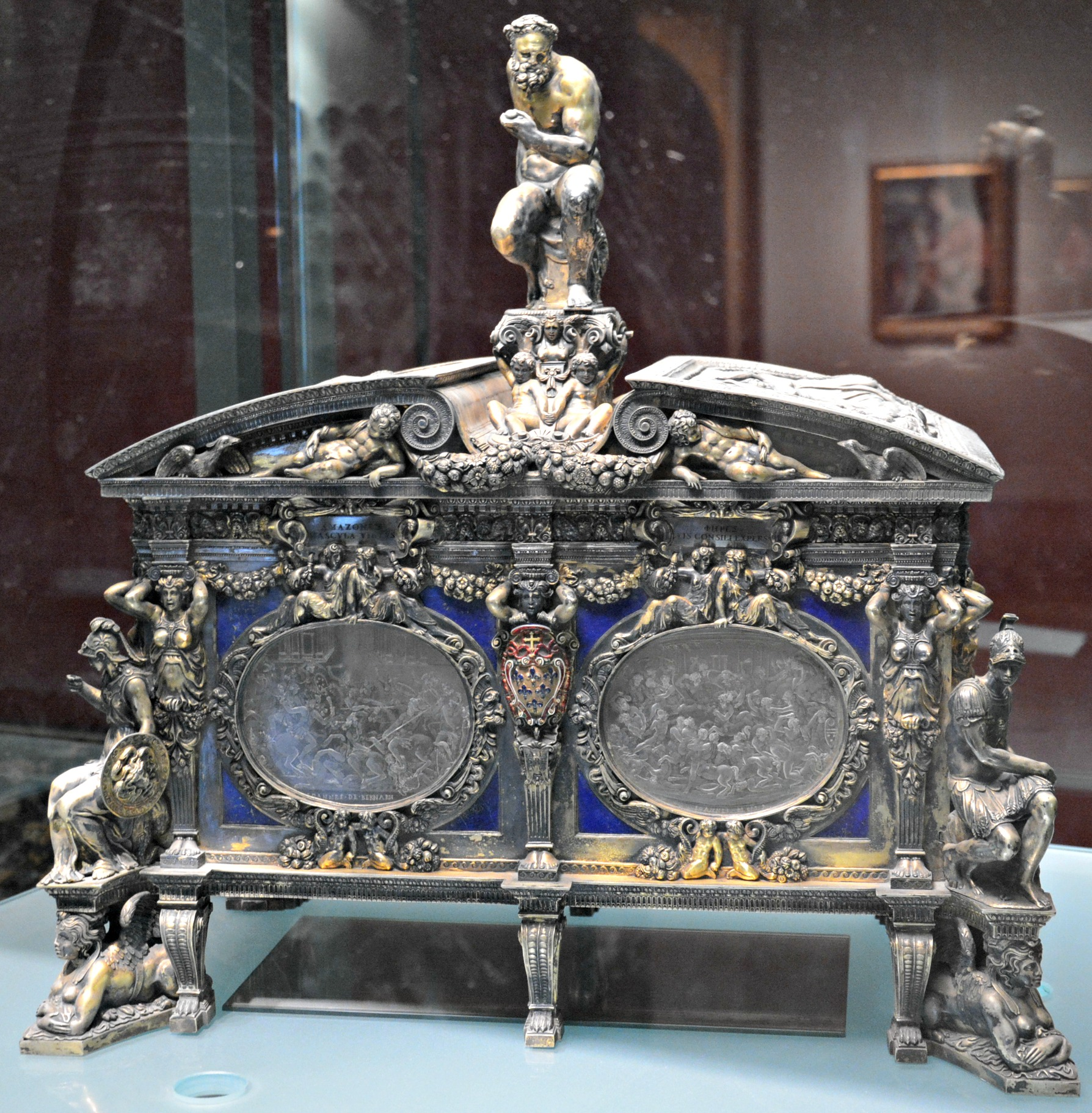
Cassette Farnèse.

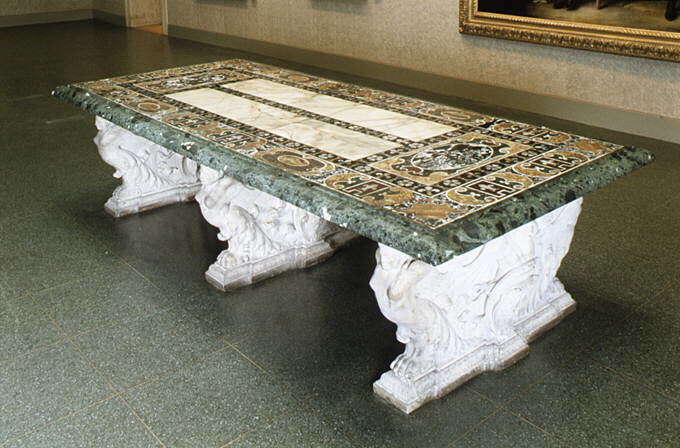
Table Farnèse, MET.

Au niveau des arts décoratifs, qui ne sont pas considérés comme mineurs pour les Farnèse, figurent les commandes du grand cardinal Alexandre, dont la Cassette Farnèse, réalisée vers 1548 et achevée en 1561, aujourd'hui au musée de Capodimonte à Naples, dont les cristaux sont ciselés en 1548 par Manno Sbarri et Giovanni Bernardi, le graveur le plus célèbre de l'époque, et le grand panneau (3,95 × 1,80 m) nommé la Table Farnèse, avec des incrustations de marbre, pour le hall central du bâtiment, où il est resté jusqu'au XVIIIe siècle (aujourd'hui au Metropolitan Museum of Art). Il est datable de 1570, compte tenu du fait que les trois supports en marbre sur lesquels reposent les pieds sont décorés des armoiries d'Alexandre le Jeune et non de celles de Ranuccio Farnese, qui est donc probablement déjà mort, et aussi car il n'est pas mentionné dans les deux inventaires de 1566 et 1568 ; il semble être avec la Cassette, l'un des meubles les plus remarquables de la collection subsistant aujourd'hui.
Outre des commandes directes, les achats dans le domaine pictural de lots de peintures provenant de collections préexistantes, qui sont mis en vente ou donnés aux Farnèse à partir des années 1570, ne manquent pas non plus. Giulio Clovio est devenu le point de contact entre la famille et Le Greco, arrivé à Rome vers 1570 et qui, une fois entré en contact avec les Farnèse et leur « entourage » (comme le bibliothécaire Fulvio Orsini), exécute pour eux plusieurs ouvrages, dont le Jeune Garçon soufflant sur un tison (Capodimonte) et la Guérison de l'aveugle (Galerie nationale de Parme).
En 1573, un legs du majordome de la maison, Ludovico Tedesco, contient son testament, qui établit une liste d'œuvres que le cardinal Alexandre a choisi d'inclure dans sa collection. L'achat d'une collection de médailles du cardinal Mocenigo remonte à 1578 environ, tandis qu'en 1581, il entre en possession de quelques pièces de la collection du cardinal Bembo, mises en vente par son fils, dont une Tête d'Antinoüs, auparavant dans la collection Chigi, qui a été fixée sur le corps de Doryphore, créant l'actuel Antinoüs Farnèse, placé dans la Galerie du palais. Dans la même période, le cardinal reçoit en cadeau d'un certain Andrea Gerardi, propriétaire d'un terrain près de la Porta San Lorenzo, plusieurs sarcophages finement décorés de l'époque romaine, qui sont installés dans le jardin de la Villa Farnesina, anciennement propriété d'Agostino Chigi, achetée par le cardinal Alexandre en 1580.

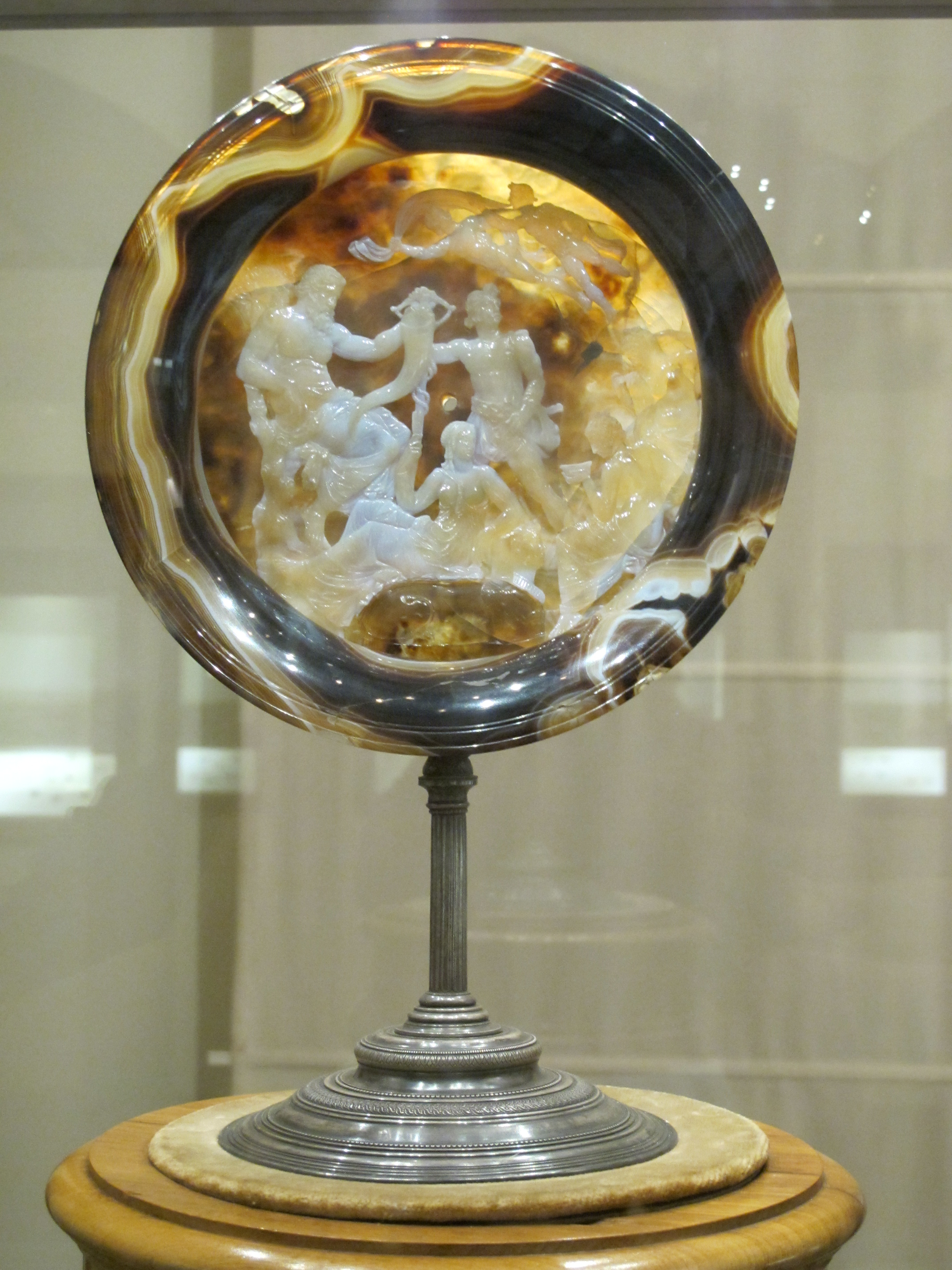
Tasse Farnèse.

La collection d’antiquités s'enrichit de manière significative avec la mort de Marguerite de Parme, épouse d’Ottavio Farnese, propriétaire du palais Madame, où elle vécut une partie de sa vie avec son mari, mais aussi de la villa Madame du Monte Mario, qui à sa disparition en 1586, laisse à son mari (qui va bientôt mourir lui aussi) ce bâtiment monumental avec toutes les collections qui y sont conservées, dont des objets archéologiques, le Groupe des Tyrans (aujourd’hui au MANN), un Diadome de Polyclète (British Museum de Londres), une Vénus accroupie (MANN), un Bacchus (MANN) et une collection de tapisseries. La précieuse collection de pierres précieuses commence aussi à se former à la suite de cet héritage, avec des pièces provenant des collections du XVe siècle du pape Paul II et de Laurent de Médicis dit le Magnifique, d’où provient la fameuse Tasse Farnèse, dont Marguerite avait hérité de son premier mari, le duc Alexandre de Médicis.
La collection est enrichie significativement par Marie de Portugal (1538-1577) qui épouse Alexandre Farnèse (1545-1592), gouverneur des Pays-Bas, à Bruxelles en novembre 1565. Son trousseau de noces comporte certains des objets orientaux de la collection, comme les deux éventails cinghalo-portugais en ivoire et la Coupe de Constantin de Bragance en corne de rhinocéros, fabriquée à Goa (1558-1565). Les peintures flamandes acquises par Alexandre aux Pays-Bas rejoignent aussi Parme
En 1587, le cardinal achète pour 500 écus toute la collection de dessins de Tommaso dei Cavalieri, un ami proche de Michel-Ange, dont il possède également quelques croquis. D'autres tableaux sont ensuite retrouvés dans un inventaire de 1587 dans la « garde-robe » de Ranuccio Farnèse, arrivés au palais romain par Ottavio ou Ranuccio lui-même, où sont répertoriés une quarantaine de tableaux, dont le Portrait de Galeazzo Sanvitale de Parmigianino.

##### Mort du cardinal

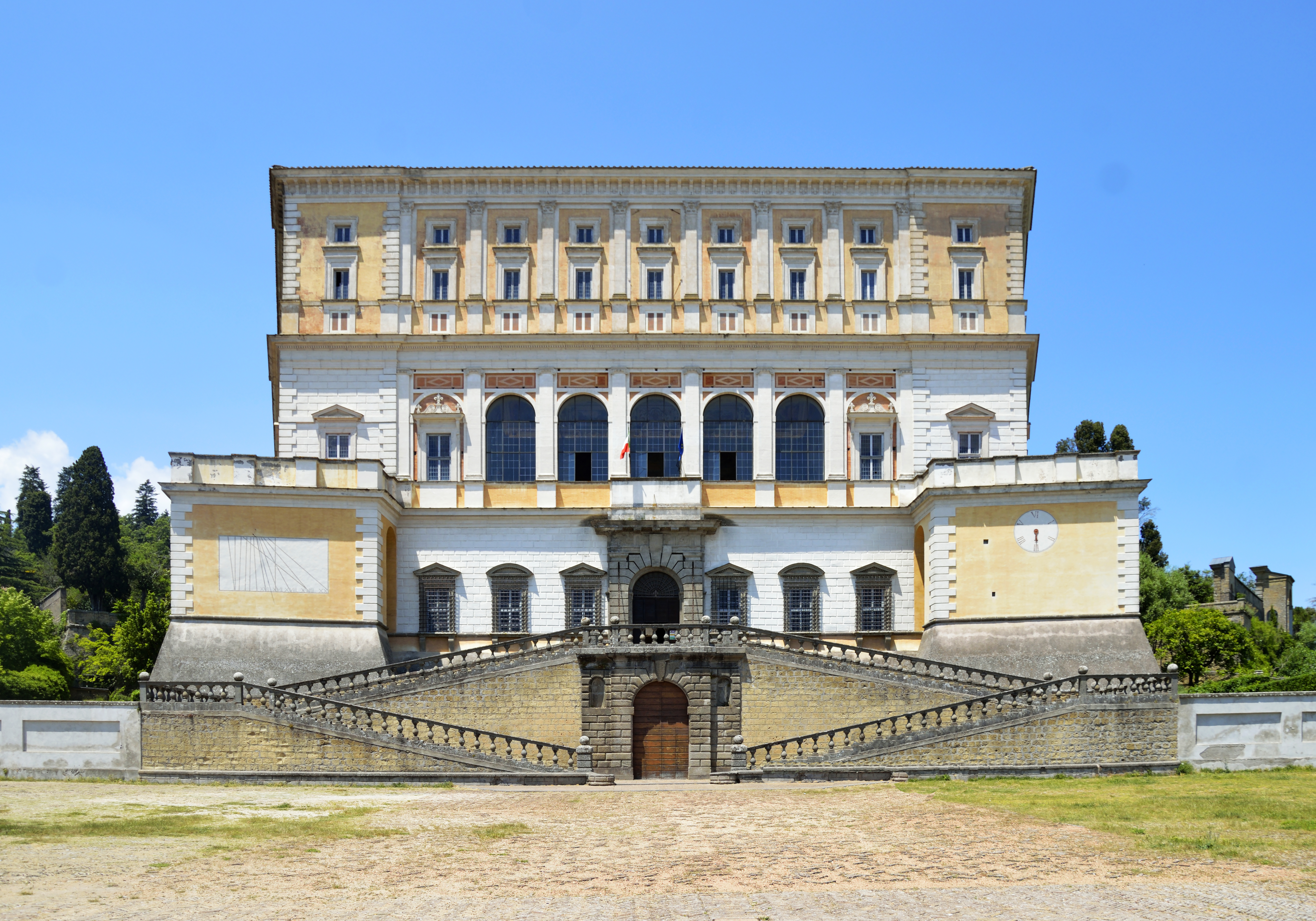
Palais Farnèse de Caprarola.

Le cardinal Alexandre Farnèse meurt en 1589. Au début de la dernière décennie du XVIe siècle, avec les legs du pape Paul III, les acquisitions d'Alexandre le Jeune et les héritages d'Octave, la famille Farnèse possède une remarquable collection de peintures, une riche collection d'antiquités, probablement parmi les bâtiments les plus importants de l'époque, ainsi que diverses possessions dans les États pontificaux, dont presque toutes, du moins pour celles romaines, ont été commandées par le Grand Cardinal : le palais Farnèse à Rome, la villa Farnèse à Caprarola (résidence personnelle d'Alexandre), la villa Farnesina (achetée par le cardinal en 1580 à la famille Chigi), le palais et la villa Madame (acquise en dot par Octave), le palais de la Chancellerie (autre résidence du cardinal), les jardins Farnèse du mont Palatin, la Rocca d'Ischia di Castro, le palais Farnèse de Gradoli, celui de Latera, celui de Plaisance, le Palazzo della Pilotta de Parme (construit par Octave), le palais Farnèse d'Ortona.
Lorsque les trois fils de Pierre-Louis Farnèse, neveux de Paul III, meurent, Ranuccio en 1565, à l'âge de 35 ans, Octave en 1586, et le cardinal Alexandre en 1589, la collection Farnèse passe aux neveux d'Octave et aux fils d'Alexandre Farnèse (1545-1592), 3e duc de Parme et Plaisance, Édouard Farnèse, pour les œuvres conservées à Rome et son frère Ranuce Ier, 4e duc de Parme et Plaisance, pour celles dans le duché.

#### Commandes du cardinal Édouard Farnèse aux Carracci
Entre la fin du XVIe et le début du XVIIe siècle, la collection commence à inclure des œuvres de Raphaël, Sebastiano del Piombo, Guglielmo Della Porta, Michel-Ange, Le Greco et  de beaucoup d’autres, à la fois dans la résidence romaine et celles de Parme et de Plaisance, grâce également aux contributions d'Alexandre Farnèse, 4e duc de Castro, autre neveu de Paul III et fils d'Octave, 
Édouard, fils d'Alexandre, est en revanche particulièrement actif au palais de Rome, où il commande divers travaux de modernisation du bâtiment, dont ce qui allait devenir l'un des cycles picturaux les plus importants de l'histoire de l'art, qui ouvre les portes du baroque : les cycles de fresque Annibale et Lodovico Carracci, avec leur atelier, où dans les fresques de la galerie Farnèse, ils exécutent des Histoires des Amours des Dieux (1597-1607), et les cycles de fresques du Camerino Farnèse dédiés aux actions de leur père Alexandre, avec Le Choix d'Hercule au centre du plafond (aujourd'hui au musée de Capodimonte).
Les travaux d'enrichissement du palais voulus par le cardinal concernent également les murs d'enceinte du bâtiment qu'il souhaite étendre entre la Via Giulia et le Tibre, en reliant le palais familial par un pont à l'intérieur du bâtiment, le dit Ponticciolo Farnese, à un autre bâtiment, le Palazzetto Farnese, construit vers 1603 à la demande du cardinal lui-même, pour abriter ses appartements privés (le bâtiment fut détruit en 1870 à la suite de la réorganisation urbaine du quartier).

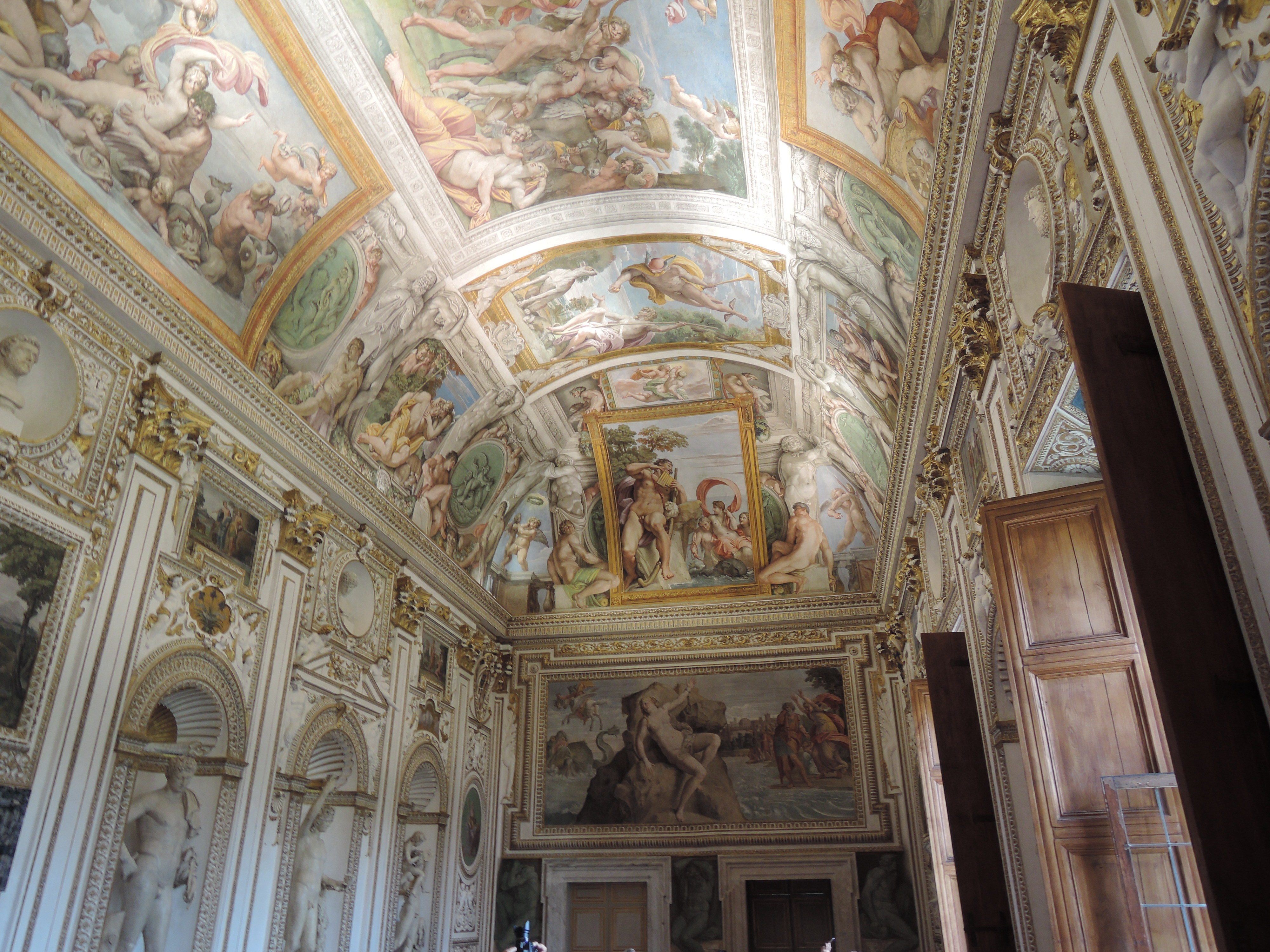
Annibale Carracci, Galerie Farnèse,1598-1606.
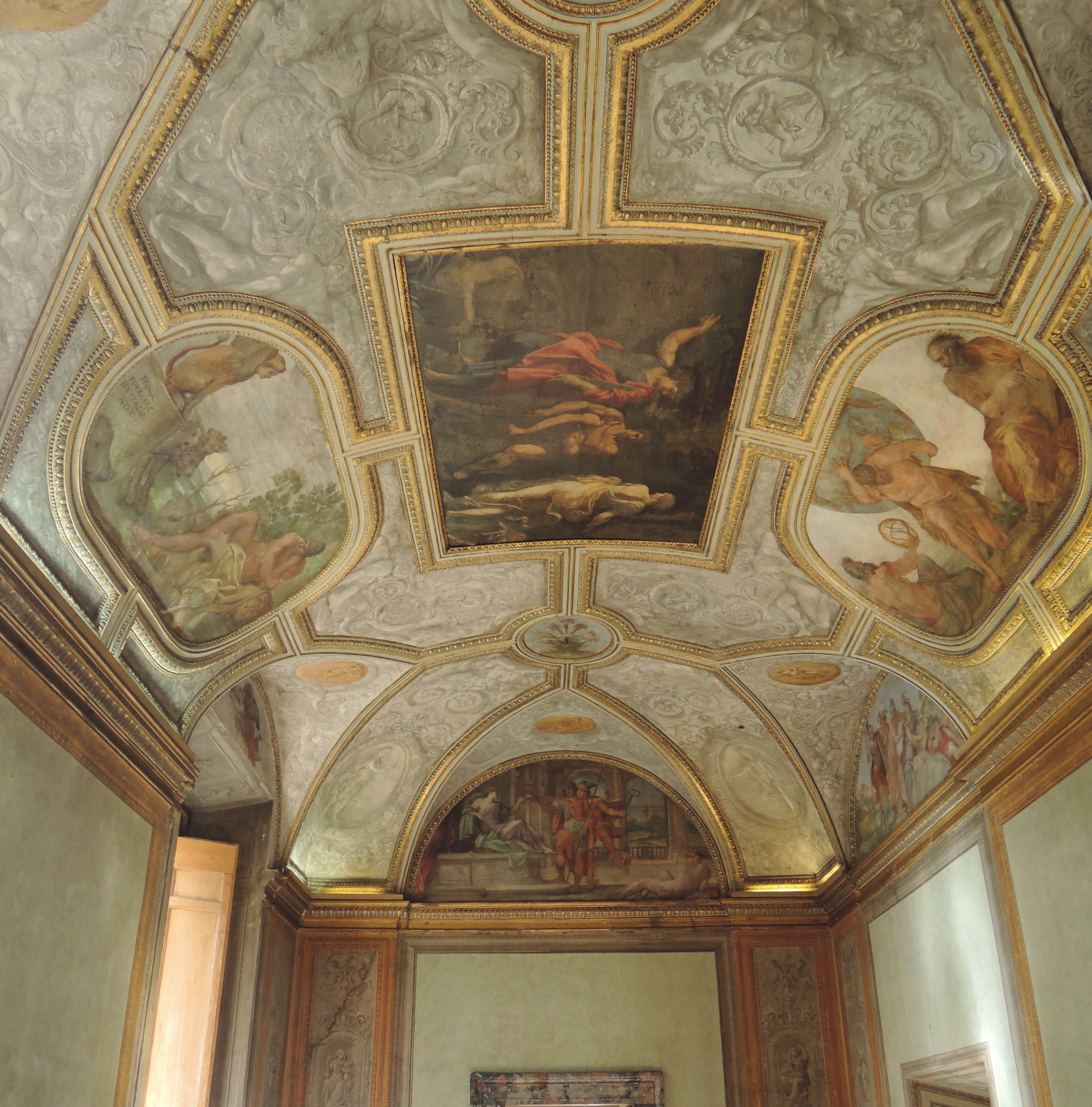
Annibale Carracci, plafond du Camerino Farnese, 1595-1596.

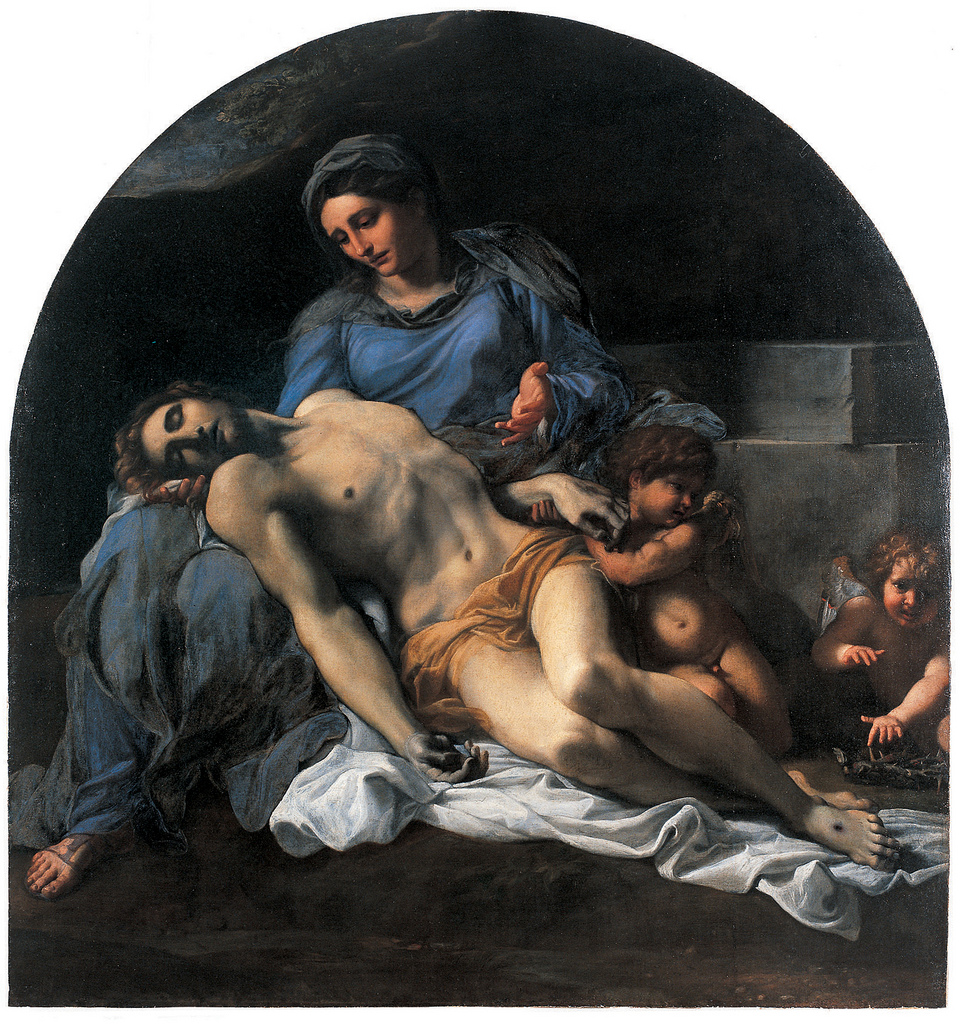
Annibale Carracci, Pietà, entre 1599 et 1600, musée de Capodimonte.

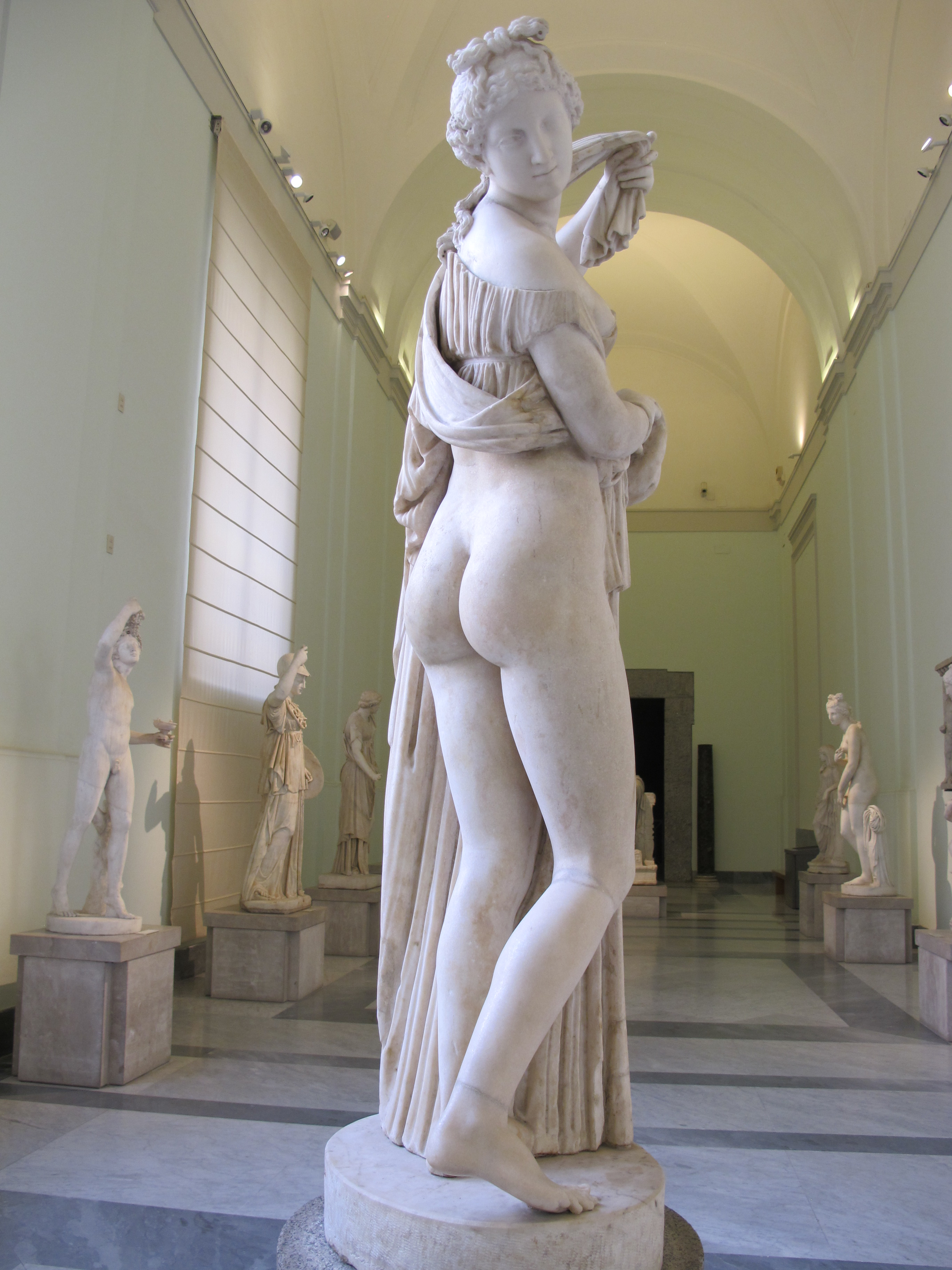
Vénus callipyge.

Parmi les commandes et achats les plus importants d'Édouard, figurent la sculpture allégorique, toujours dédiée à son père, Alexandre victorieux de l'hérésie de Simone Moschino, autrefois exposée dans le salon du palais Farnèse (palais de Caserte), et une série de peintures de l'École de peinture de Bologne qui constituent, avec les toutes premières commandes du Titien et quelques œuvres de la collection Orsini, le noyau pictural le plus important de la collection, dont les œuvres d'Annibale Carracci, le Mariage mystique de sainte Catherine (musée de Capodimonte), Le Christ aux outrages (Pinacothèque nationale de Bologne), Saint Pierre, La Vision de saint Eustache (tous deux à Naples), Vénus avec un satyre et des Amours et Le Christ et la Femme cananéenne (Galerie de Parme). Dans l'aile du bâtiment faisant partie du nouveau palais Farnèse, les inventaires de l'époque font état d'autres œuvres de l'école bolonaise : Renaud et Armide (Carrache) (Capodimonte) et Diane et Actéon (Palais royal de Bruxelles) également d'Annibale Carracci, le Portrait d'Arrigo Peloso de Pietro Matto et d'Amon Nain (Capodimonte) et un Viol d'Europe d'Agostino Carracci.
Deux commandes notables d'Edouard à Annibale Carracci datent aussi de cette époque: le Christ en gloire avec les saints et Odoardo Farnese pour l'Ermitage de Camaldoli (Galerie Palatine de Florence) et la Pietà (musée de Capodimonte), cette dernière apparaît parmi les plus grands chefs-d'œuvre de l'artiste et plus généralement de la peinture baroque italienne, bien que sa localisation originelle reste inconnue (il s'agissait probablement du retable d'une chapelle privée).
D'autres acquisitions importantes proviennent alors de collections extérieures, comme celle de Giangiorgio Cesarini, époux de la fille unique naturelle du cardinal Alexandre le Jeune, Clelia Farnèse, dont la collection est achetée pour 5 000 écus en 1593. Dix-sept des têtes de philosophes, trouvées lors des fouilles des thermes de Dioclétien en 1576, un Océan couché, un Satyre et Dionysos enfant et, surtout, la célèbre Vénus callipyge (MANN) parviennent ainsi au palais.

### XVIIesiècle

#### Héritage de la collection de Fulvio Orsini (1600)

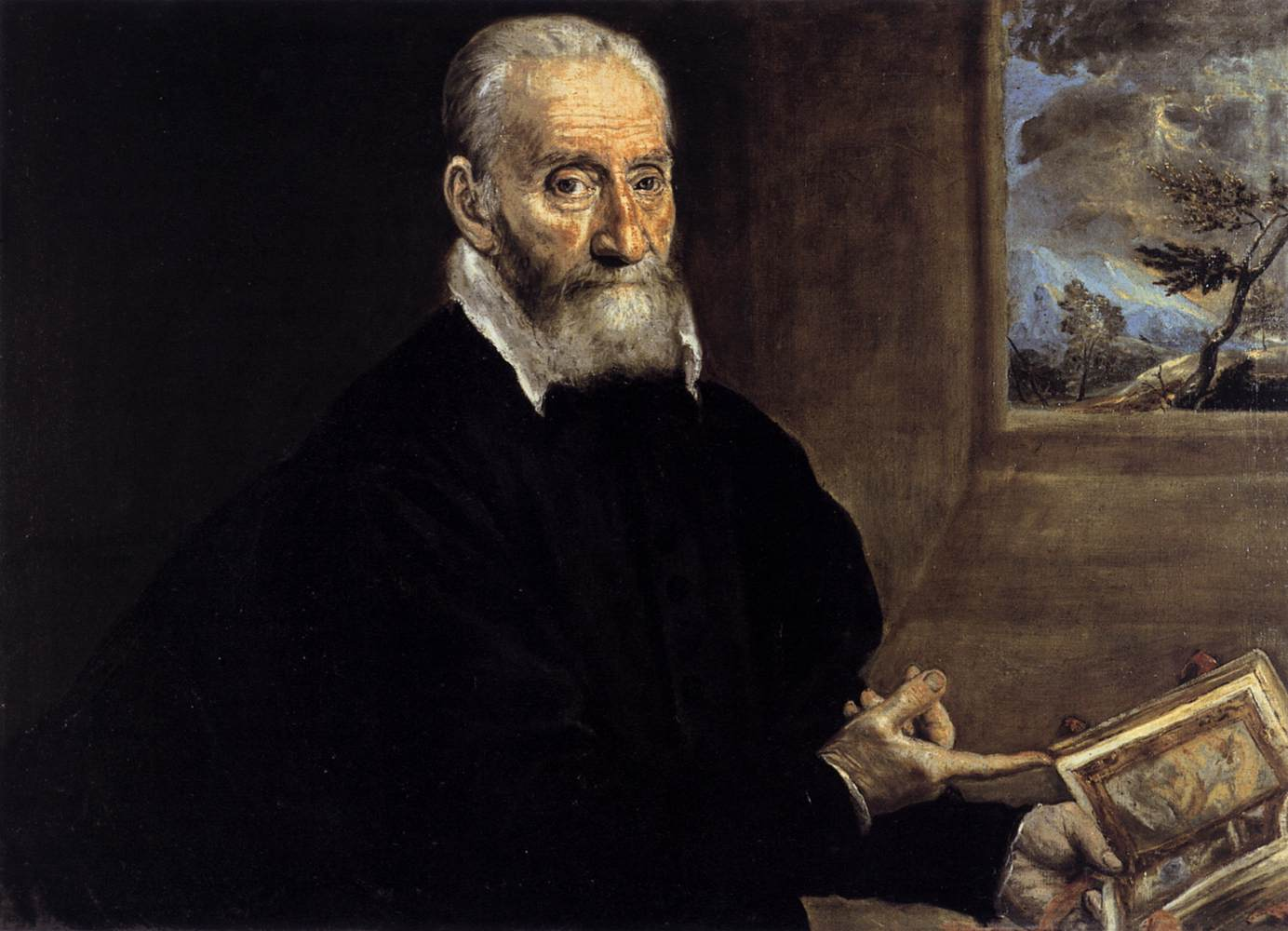
Le Greco, Fulvio Orsini, entre 1571 et 1572, musée de Capodimonte.

Fulvio Orsini fait don par legs héréditaire d'une grande partie de sa collection au cardinal Édouard à sa mort en 1600, à condition que celui-ci préserve l'intégrité de la collection. Bibliothécaire de la maison Farnèse, personnage clé de la collection romaine, érudit, personnalité très cultivée et important collectionneur d'art, il vivait au deuxième étage du palais Farnèse, où il resta jusqu'à sa mort. En 1554, il est au service d'Alexandre le Jeune, même s'il travaille en fait pour le cardinal Ranuccio. À la mort de Ranuccio, ses services passent au Grand Cardinal et bien qu'il reste formellement dans le rôle de bibliothécaire, l'estime que la famille lui porte le conduise à devenir conservateur officiel de la collection Farnèse et conseiller en achats. On lui doit l'acquisition de La Madone au voile de Sebastiano del Piombo et, en 1587, celle de la collection de Tommaso dei Cavalieri, ami intime de Michel-Ange. Il participe aussi aux importantes campagnes de décoration d'Annibal Carrache et est l'auteur du programme iconologique de la chambre Farnèse.
La collection Orsini comprend 400 pierres gravées, 150 épigraphes, 58 bustes, 70 pièces d'or, environ 1 900 pièces d'argent, plus de 500 pièces de bronze, 113 peintures et dessins, ainsi que diverses antiquités, d'une valeur totale estimée à 13 500 écus. Parmi les tableaux laissés à la collection Farnèse, nombreux sont exécutés par des noms faisant autorité, parmi lesquels le Portrait de Giulio Clovio du Greco (musée de Capodimonte), l'Autoportrait de Sofonisba Anguissola (Capodimonte), la Partie d'échecs  (musée de Poznań), les deux Portraits de Clément VII de Sebastiano del Piombo (Capodimonte), le Portrait de Francesco Gonzaga d'Andrea Mantegna (Capodimonte), deux portraits de Daniele da Volterra (un à la Galerie nationale de Parme et un autre à Capodimonte). La collection comprend également des œuvres de Giovanni Bellini, Raphaël, Giorgione, Jules Romain, Rosso Fiorentino, dont le Portrait d'un jeune homme assis sur un tapis, et d'autres maîtres de la Renaissance italienne.

#### Dernières acquisitions avant le déclin de la famille Farnèse de Rome (après 1626)
D'autres acquisitions ont ensuite lieu au début du XVIIe siècle, à l'occasion de quelques réquisitions faites par les Farnèse contre des familles « rebelles ». En 1611, une conjuration contre le duc Ranuce Ier Farnèse échoue ; des aveux des feudataires sont arrachés sous la torture : des nobles de Parme et de Plaisance auraient conspiré afin d'exterminer la famille ducale. Les conjurés sont exécutés et dépouillés de leurs biens et collections d'art, ce qui permet l'arrivée dans la collection d'œuvres comme la Madonna della Gatta de Jules Romain et les Noces mystiques de sainte Catherine du Corrège (tous deux aujourd'hui à Capodimonte), anciennement dans la collection Sanseverino, ou comme ceux provenant de la famille Masi, dont deux toiles de Pieter Brueghel l'Ancien, Le Misanthrope et  La Parabole des aveugles (tous deux à Capodimonte), ou encore l'Antea (Parmigianino) et le Portrait d'un tailleur de Girolamo Mazzola Bedoli des collections des Sanvitale.
Entre 1615 et 1617, le cardinal Édouard commande à Giovanni Lanfranco quatre fresques et neuf toiles, dont l'Madeleine portée au ciel par des anges et le Christ servi par des anges (tous deux aujourd'hui à Capodimonte) pour son camerino, appelé l'Eremiti, situé dans un bâtiment entre le palais Farnèse. et l'église Santa Maria dell'Orazione e Morte.
Le cardinal Édouard Farnèse est le dernier membre de la famille à occuper le palais Farnèse de Rome. À sa mort en 1626, le bâtiment tombe dans l'oubli, la branche la plus « établie » de la famille étant désormais active en permanence dans le duché de Parme et Plaisance. Ranuce II Farnèse lance un projet de transfert de la collection de Rome vers les territoires du duché.
Le palais romain est même loué à des étrangers, notamment en 1636 au cardinal de Lyon Alphonse-Louis du Plessis de Richelieu.

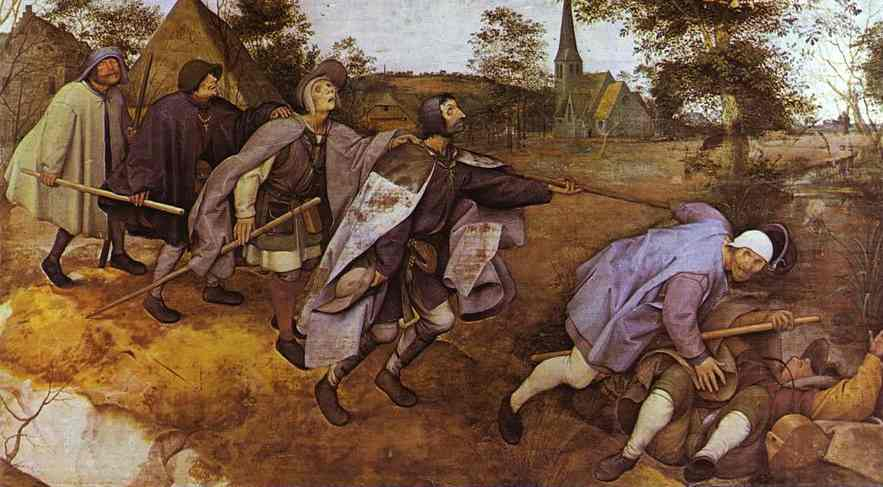
Pieter Brueghel l'Ancien, La Parabole des aveugles, 1568, musée de Capodimonte.
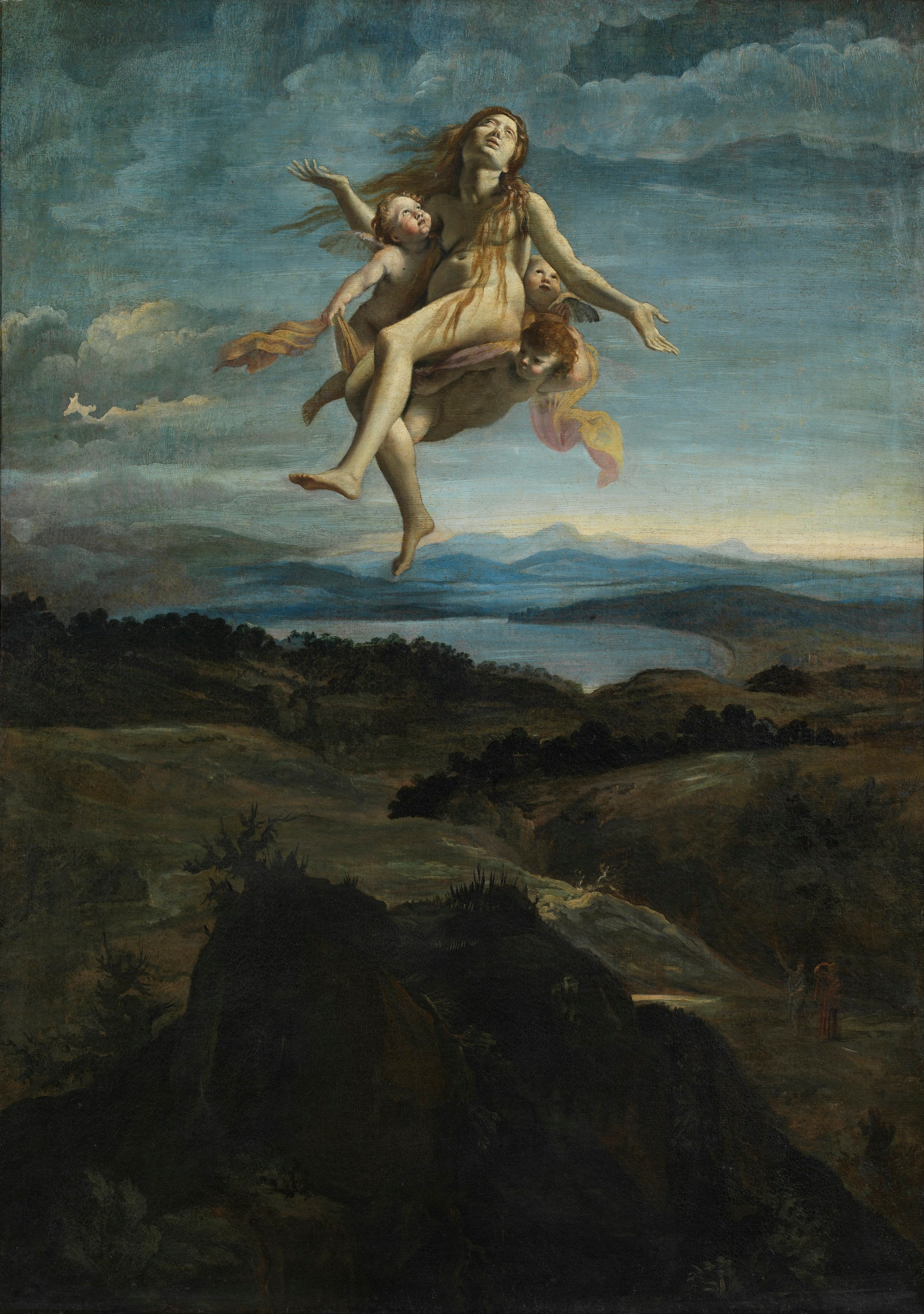
Giovanni Lanfranco, Madeleine portée au ciel par des anges, 1616-1617, musée de Capodimonte.

#### Transfert de la collection picturale romaine à Parme (milieu duXVIIesiècle)

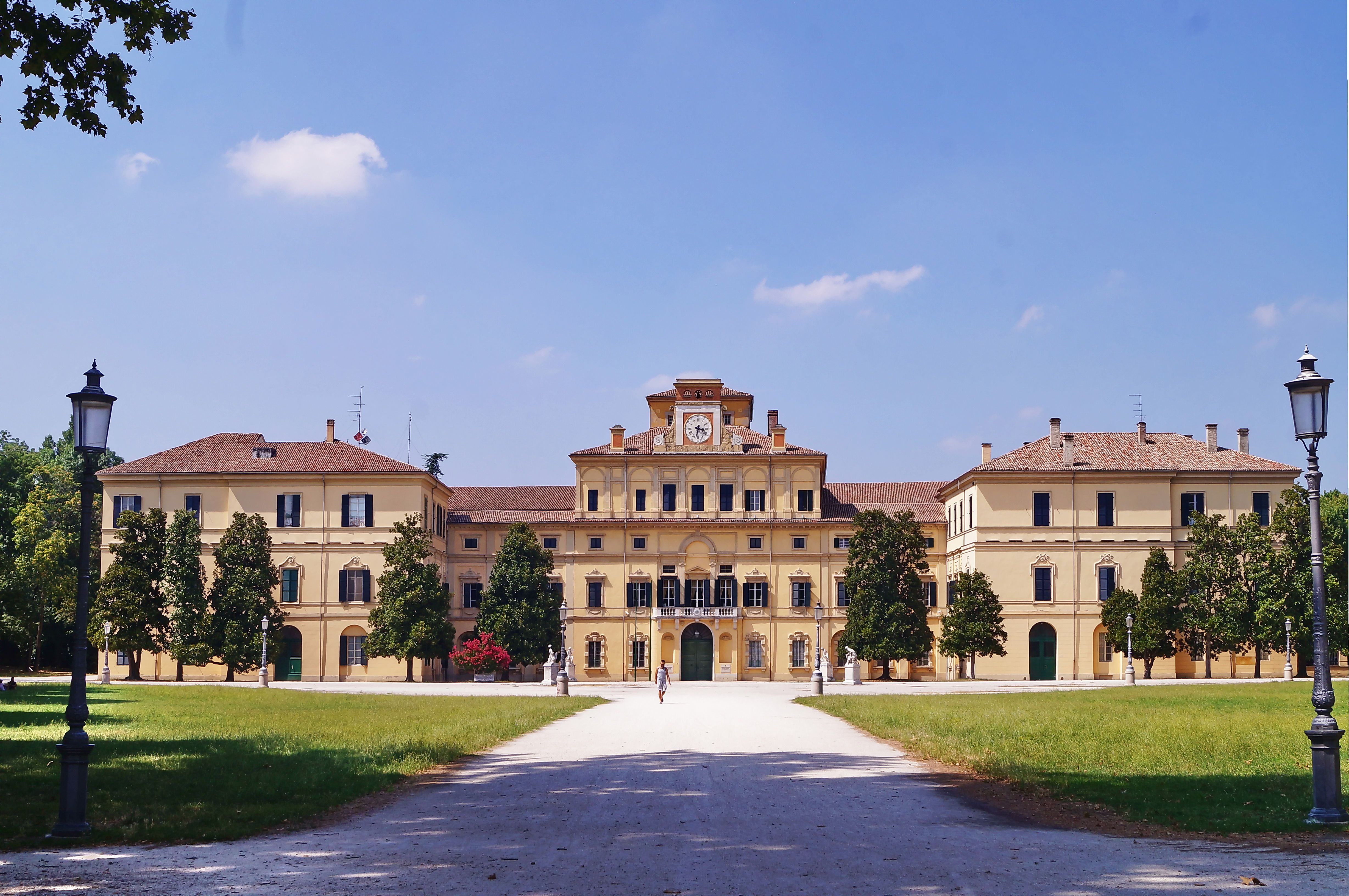
Palais du Jardin, Parme.

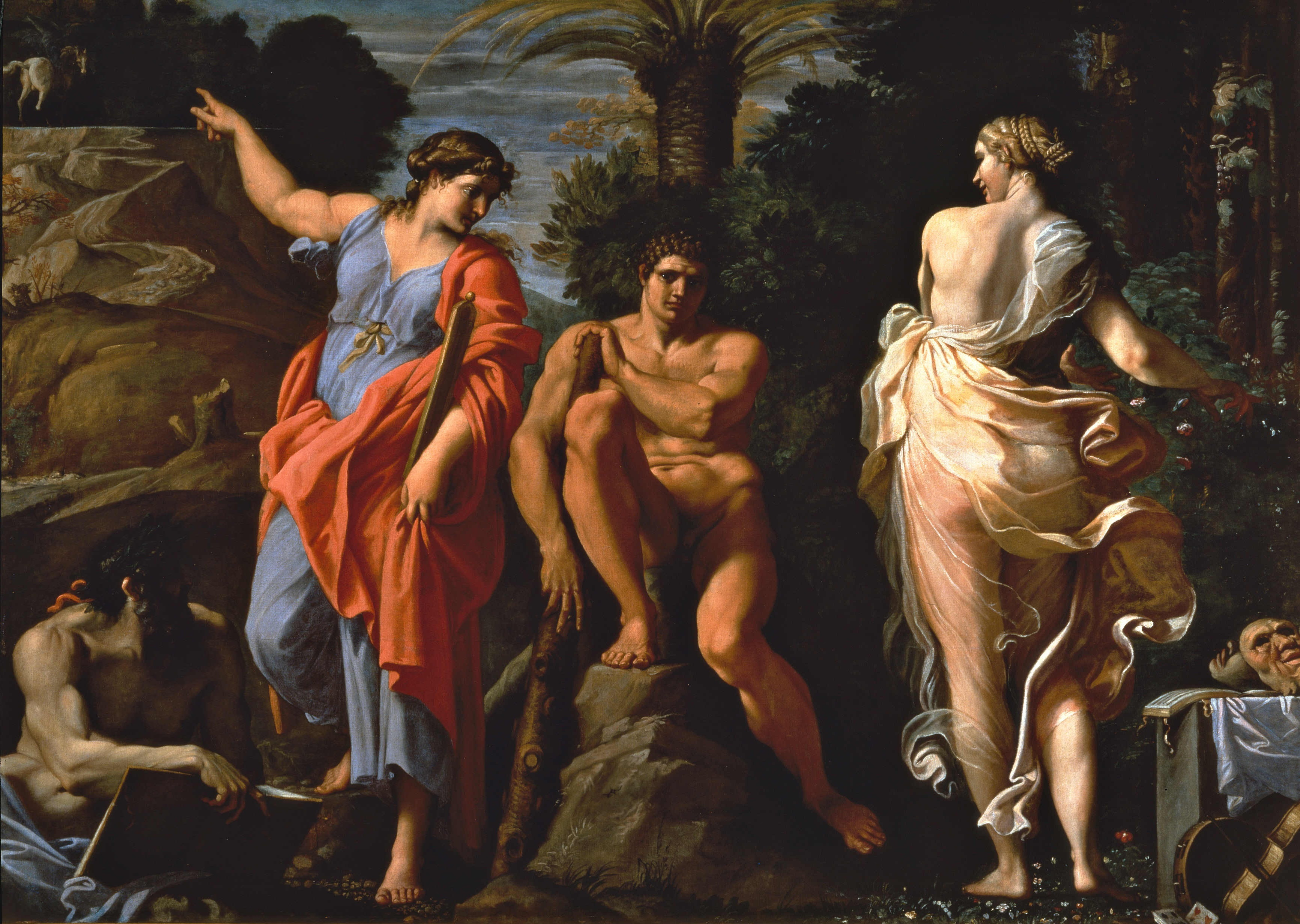
Annibale Carracci, Le Choix d'Hercule, 1596, musée de capodimonte.

Parallèlement à la collection romaine, une autre collection se développe à Parme et à Plaisance toujours sous l’égide de la famille Farnèse. Trois inventaires de la collection Farnèse datent de 1641, 1644 et 1653 qui, en plus de répertorier rapidement tous les biens de la famille, contrairement à ceux de 1566 et 1568, apparaissent également comme les premiers inventaires véritablement complets, faisant état à la fois d'antiquités et de peintures. Celui de 1644 en particulier est important pour l'histoire de la collection puisqu'il fige la situation de la collection à cette date, avant le transfert des œuvres à Parme : à partir du milieu du XVIIe siècle, Ranuce II transfère l'ensemble des peintures présentes à Rome dans les propriétés familiales en terre émilienne, d'abord dans le palais du Jardin et ensuite dans le Palazzo della Pilotta, ce qui donne lieu à un mélange des œuvres de la collection Farnèse et d'autres déjà présentes dans la ville émilienne qui, également en raison d'une documentation peu claire, deviendront alors difficiles à identifier et à isoler.
Le transfert des collections picturales romaines se produit également à la suite des révoltes dans la cité papale, qui révèlent, entre autres, des sentiments anti-Farnèse. Quelques années plus tard, de toute la collection répartie entre les propriétés familiales, seul l'ensemble des sculptures antiques de Rome demeure dans le palais romain, également parce qu'elles sont difficiles à transférer, avec quelques peintures, comme Le Choix d'Hercule d'Annibale Carracci.
Ranuce II Farnèse meurt en 1694 et laisse la collection à son fils Antoine : les œuvres de la seconde moitié du XVIIe siècle qui entrent dans la collection, comme celles de Spolverini et Denys, sont toutes attribuables à des commandes des membres de la famille déjà établis entre Parme et Plaisance, et par le général Alexandre Farnèse (1635-1689) et Ranuce lui-même. Ainsi, des peintures flamandes entrent dans la collection à la suite de la nomination d’Alexandre comme régent des Pays-Bas espagnols.

### XVIIIesiècle

#### Transfert des peintures de Parme à Naples (1734-1739)

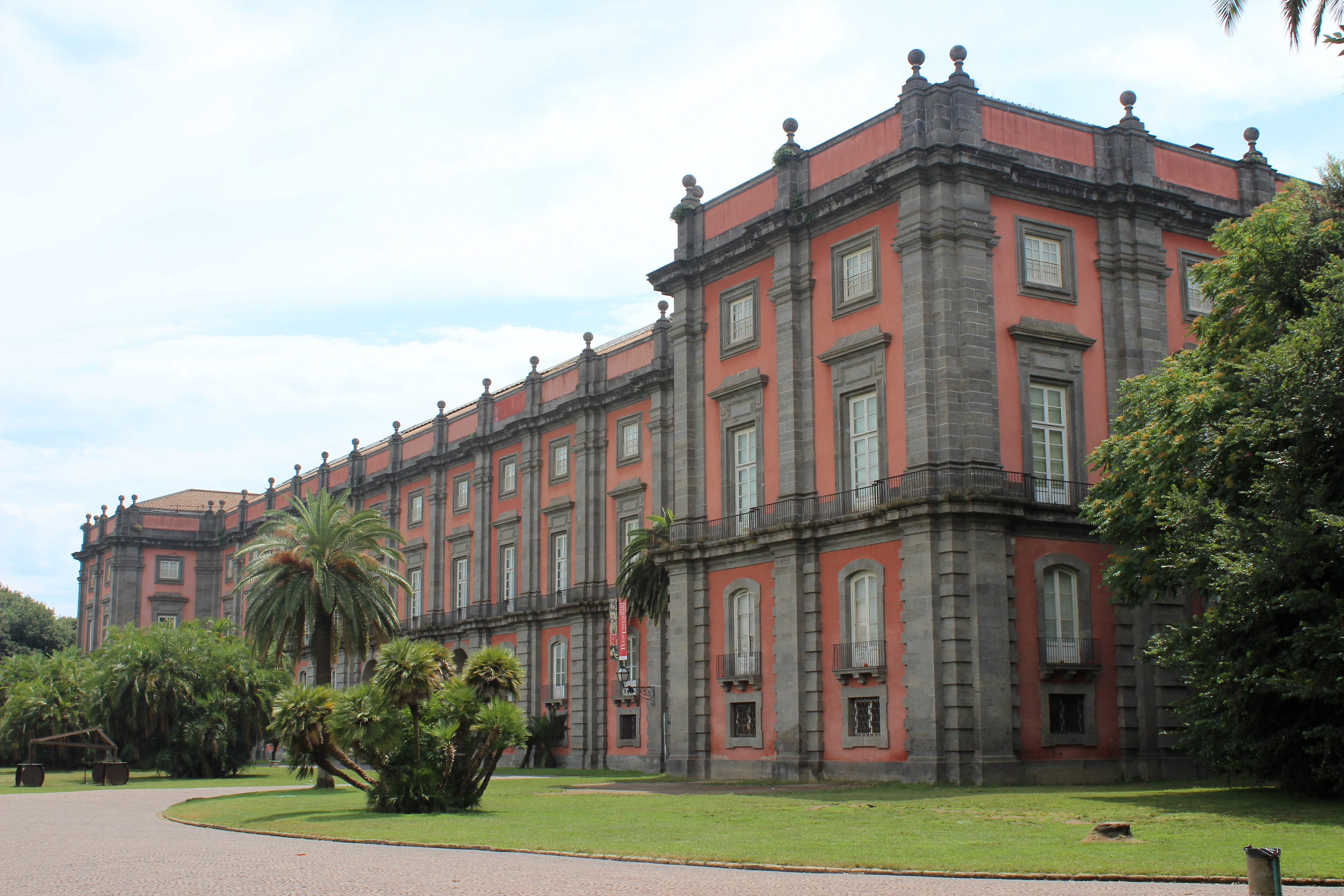
Palais de Capodimonte.

1734 est une date cruciale pour la collection Farnèse, quand, Élisabeth Farnèse, dernière descendante direct de la famille, épouse de Philippe IV d'Espagne et mère du nouveau roi de Naples Charles III d'Espagne, en hérite. Élisabeth est la seule héritière directe de la famille à ne pas avoir de frères ou d’autres mâles de la famille qui puissent lui contester l'héritage : le dernier descendant mâle de la Maison Farnèse, Antoine Farnèse, meurt en 1731 sans héritier, amenant l’extinction de la Maison. Le duché est devenu alors partie intégrante de l'Empire espagnol en vertu du traité de Paix de La Haye qui met fin à la guerre de la Quadruple-Alliance. Une fois la guerre de Succession de Pologne entre l'Espagne et l'Autriche éclatée, Charles III, nouveau duc de Parme et de Plaisance, part à la conquête du royaume des Deux-Siciles en février 1734, et, compte tenu de la présence toute proche des troupes impériales autrichiennes et des alliés franco-sardes, en quittant Parme, il sécurise son patrimoine en organisant le transfert des biens des Farnèse à Gênes en attendant de revenir dans la ville émilienne.
Le droit de transférer des biens est reconnu à Charles par les préliminaires du traité de Vienne, conclus en 1735, et à la suite des traités de paix qui décrètent la renonciation de Charles III au titre de duc de Parme pour devenir roi de Naples. Le transfert effectif a lieu entre 1734 et 1739. Les tableaux, les livres, les manuscrits, les monnaies et les objets rares sont transportés par voie maritime depuis Gênes entre avril et mai 1734 au palais royal de Naples. Ils font une entrée triomphale dans la ville. Charles ordonne la construction d'une « demeure magnificente » dans la capitale pour servir d’écrin aux œuvres, le palais royal de Capodimonte, entreprenant les travaux qui conduiront à la naissance du musée de Capodimonte, conçu uniquement pour cette raison et qui, plus tard, sera utilisé comme résidence royale notamment par les souverains français au cours de la décennie 1806-1815. L'Hercule Farnèse et d'autres marbres arrivent en 1734, le Taureau Farnèse l'année suivante, toujours par voie maritime.
Les livres, les tableaux et les monnaies sont rapidement transférés dans le corps sud-est du palais de Capodimonte construit vers le belvédère qui surplombe la ville. Les tableaux sont accrochés dans une vingtaine de salles, les visiteurs déplorant l'abandon et le désordre de la collection.
Tous les biens du souverain ne quittent pas Parme : en 1738, l'Autriche refuse d'autoriser le transfert de Colorno de deux grandes statues de basalte représentant Hercule et Bacchus, trouvées dans les Jardins Farnèse de Rome à l'époque de François Farnèse et déposées dans l'atelier du sculpteur Giuliano Mozzani pour une restauration jusqu'ici inachevée. Les protestations de Charles cessent car le tribunal espagnol les juge diplomatiquement gênantes.
Il semble que les peintures, les livres, les manuscrits et les monnaies sont restés dans des caisses, les tableaux étant toutefois progressivement exposés au palais royal grâce aux bons soins de Marcello Venuti, le conservateur de la collection. Le mauvais état du bâtiment et la proximité de la mer sont préjudiciables aux œuvres qui sont rapidement transférées dans le nouveau palais de Capodimonte.
La perte subie par la ville de Parme est si forte que dans les années suivantes, le nouveau duc Philippe Ier interdit l’aliénation de quelques œuvres de la ville comme la Madone de San Girolamo du  Corrège et fonde l'académie des beaux-arts de Parme, déclenchant ainsi un renouveau artistique utile afin de donner une nouvelle splendeur à la cour d’Émilie.

#### Transfert des antiquités de Rome à Naples (1786-1788)

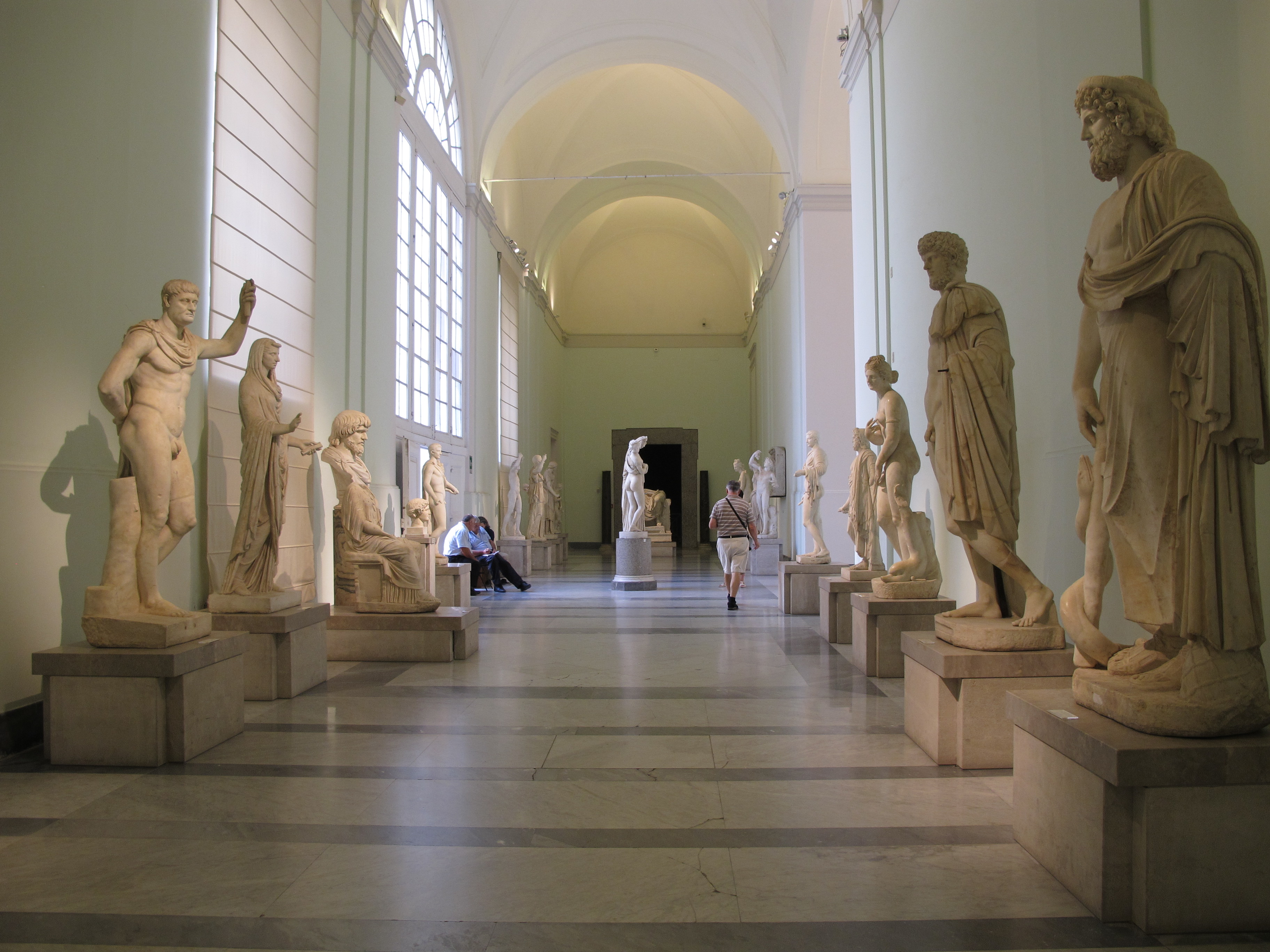
Aperçu de la collection Farnèse de sculptures anciennes au MAN de Naples.

Le transfert de la collection Farnèse n'est achevé que cinquante-quatre ans plus tard, lorsque Ferdinand Ier, fils de Charles III, décide d'installer la collection romaine à Naples, composée essentiellement de sculptures et de découvertes archéologiques conservées entre le palais Farnèse, la villa Farnesina et les Jardins Farnèse. Ce transfert, qui a lieu entre 1786 et 1788, suscite également un désarroi dans la capitale papale : de vives objections et protestations sont émises par le pape Pie VI, qui tente de maintenir sur place la collection de sculptures. Plusieurs des sculptures sont restaurées par Carlo Albacini.
Dans les années suivantes, lorsque Ferdinand se réfugie à Palerme, d'abord en raison de l'établissement de la République parthénopéenne en 1799, puis de la domination française ultérieure de Joseph Bonaparte et Joachim Murat (1806-1815), il apporte à chaque fois avec lui les œuvres de collections jugées les plus prestigieuses pour éviter tout pillage, comme les peintures du Titien de Danaé, le Portrait de Paul III avec ses petits-fils et le Portrait de Paul III et certaines œuvres archéologiques du Real Museo Borbonico, ainsi que les joyaux Farnèse du palais royal de Naples. Après la restauration et le retour définitif à Naples des Bourbons, ces œuvres sont ramenées dans la capitale du royaume et temporairement conservées dans la salle du « cabinet secret »  du Palazzo dei Regi Studi (à l’époque Real Museo Borbonico), construit en bas de la colline de Capodimonte. Ferdinand Ier y fait aussi  transporter les collections de peintures de Capodimonte et les collections d'antiquité alors conservées à la Reggia di Portici et conclut les négociations engagées par Joachim Murat pour l'acquisition de la collection du cardinal Stefano Borgia.

### XIXeetXXesiècles
Après la proclamation du royaume d'Italie, le Palazzo dei Regi Studi (palais royal des études) devient le musée archéologique national de Naples. Ce n'est qu'en 1957 que la pinacothèque est détachée et réarrangée, avec d'autres œuvres et objets d'art médiévaux et modernes, dans le palais de Capodimonte. La bibliothèque Farnèse est fusionnée avec la Biblioteca nazionale Vittorio Emanuele III du palais royal. Entre-temps, dans les premières décennies du XXe siècle, 138 tableaux de la collection Farnèse sont restitués à Parme et à Plaisance en compensation des prétendues usurpations commises par Charles de Bourbon deux siècles plus tôt. Selon l'historien du XXe siècle Michelangelo Schipa, le déplacement de la collection, qualifié de « vol sain », assura sa protection contre les dangers de la guerre de Succession de Pologne qui affecta le duché de Parme, ainsi que la permanence en Italie des biens Farnèse qui, autrement, auraient fini en possession des nouveaux dirigeants du duché émilien, c'est-à-dire l'Autriche.

## La collection aujourd'hui
Une grande partie de la collection Farnèse est aujourd'hui exposée à Naples, dans trois complexes distincts : au musée archéologique national, au musée de Capodimonte et au Palais Royal. D'autres œuvres sont exposées au palais de Caserte, au palais Farnèse et au Collège Alberoni de Plaisance, à la Galerie nationale de Parme, à la pinacothèque nationale de Bologne, au British Museum de Londres, à la National Gallery of Art de Washington et dans d'autres musées à travers le monde.
La collection du musée archéologique national de Naples (rez-de-chaussée) est principalement constituée de sculptures romaines du palais Farnèse de Rome, de la villa Farnesina et des Jardins Farnèse du Palatin.
La collection de Capodimonte est composée de peintures de la Renaissance émilienne et romaine et de peintures flamandes rassemblées essentiellement à Rome, puis déplacées au milieu du XVIIe siècle, presque toutes à Parme, d'abord dans le palais du Jardin puis dans le Palazzo della Pilotta, avant un dernier transfert à Naples à partir de 1735. Le palais conserve donc ce qui constitue le noyau le plus vaste et le plus important de la collection picturale Farnèse avec d'autres trouvailles telles que de la porcelaine, de la céramique d'art, des assiettes, des ustensiles de cuisine, des armures, de l'argenterie, des tapisseries et de l'orfèvrerie.
D'autres œuvres de la collection Farnèse se trouvent au Palais Royal de Naples, comme celles de la salle XVIII, dédiées à la peinture émilienne ; l'aile de la résidence royale qui constitue la biblioteca nazionale Vittorio Emanuele III conserve les documents de la bibliothèque Farnèse.
Les tableaux provenant du palais Farnèse de Rome portent le sceau de cire gris avec le lys Farnèse au dos de la toile, tandis que ceux des collections de Parme et de Plaisance portent le sceau rouge.

### Musée archéologique national de Naples

#### La collection Farnèse de Rome
La collection de Rome est constituée de sculptures et antiquités trouvées et acquises au fil du temps et jadis hébergées au palais Farnèse.
Parmi les principales œuvres, sont conservés au musée national de Naples :
- l'Hercule Farnèse ;
- le groupe sculpté du Taureau Farnèse ;
- l'Atlas Farnèse ;
- les Tyrannicides ou Tyrannoctones ;
- la Vénus callipyge ;
- le Héros grec avec enfant ou Néoptolème et Astyanax ;
- la tasse Farnèse ;

et au British Museum :
- le Diadumène Farnèse ;
- l'Hermès Farnèse.

### Musée Capodimonte de Naples

#### Collection Farnèse de Parme
La collection de Parme était constituée principalement de peintures émiliennes et flamandes : 
- Jacopo de' Barbari (attribué)

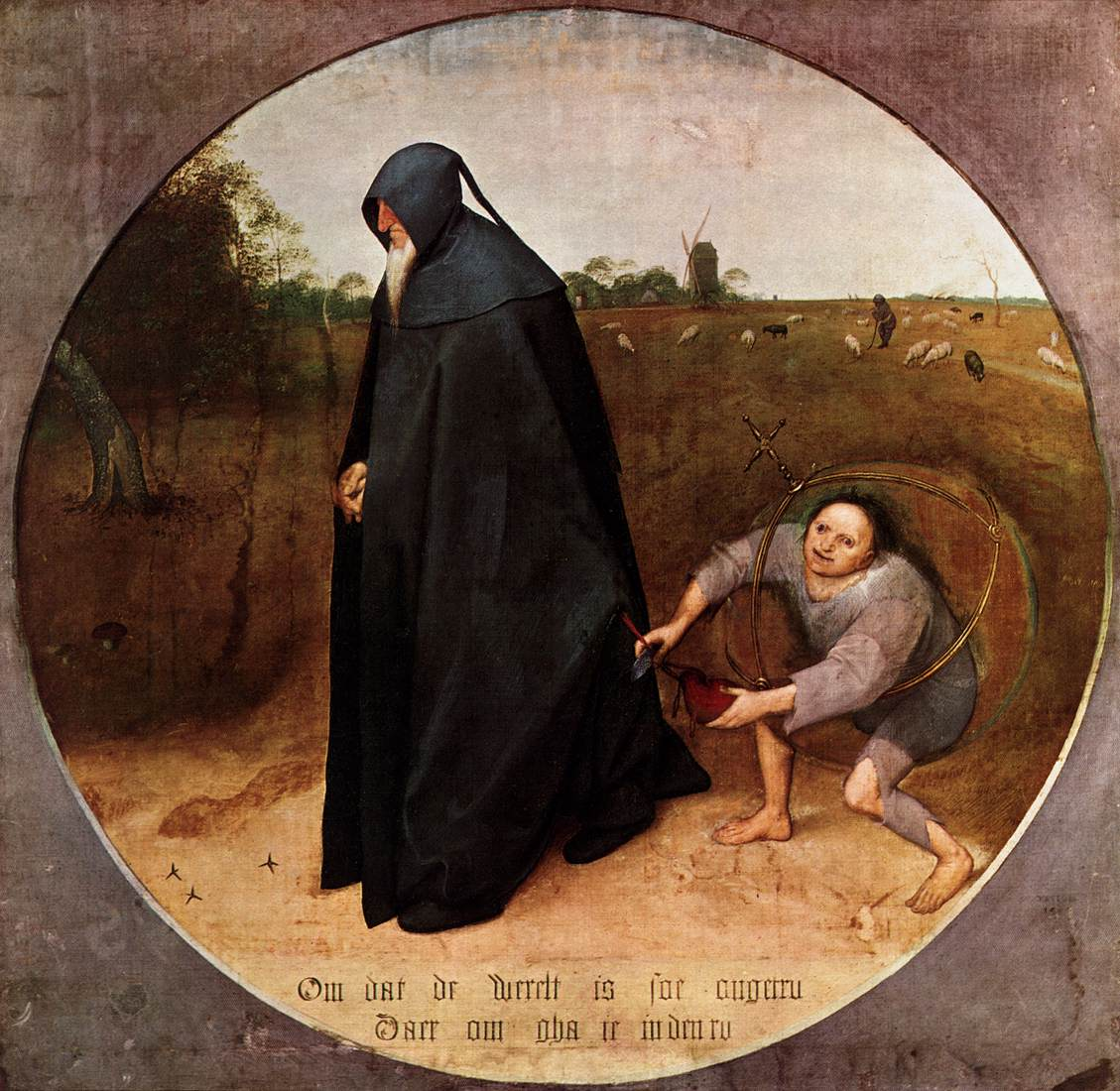
Le Misanthrope, Pieter Brueghel l'Ancien.

Jeune garçon soufflant sur un tison, Le Greco

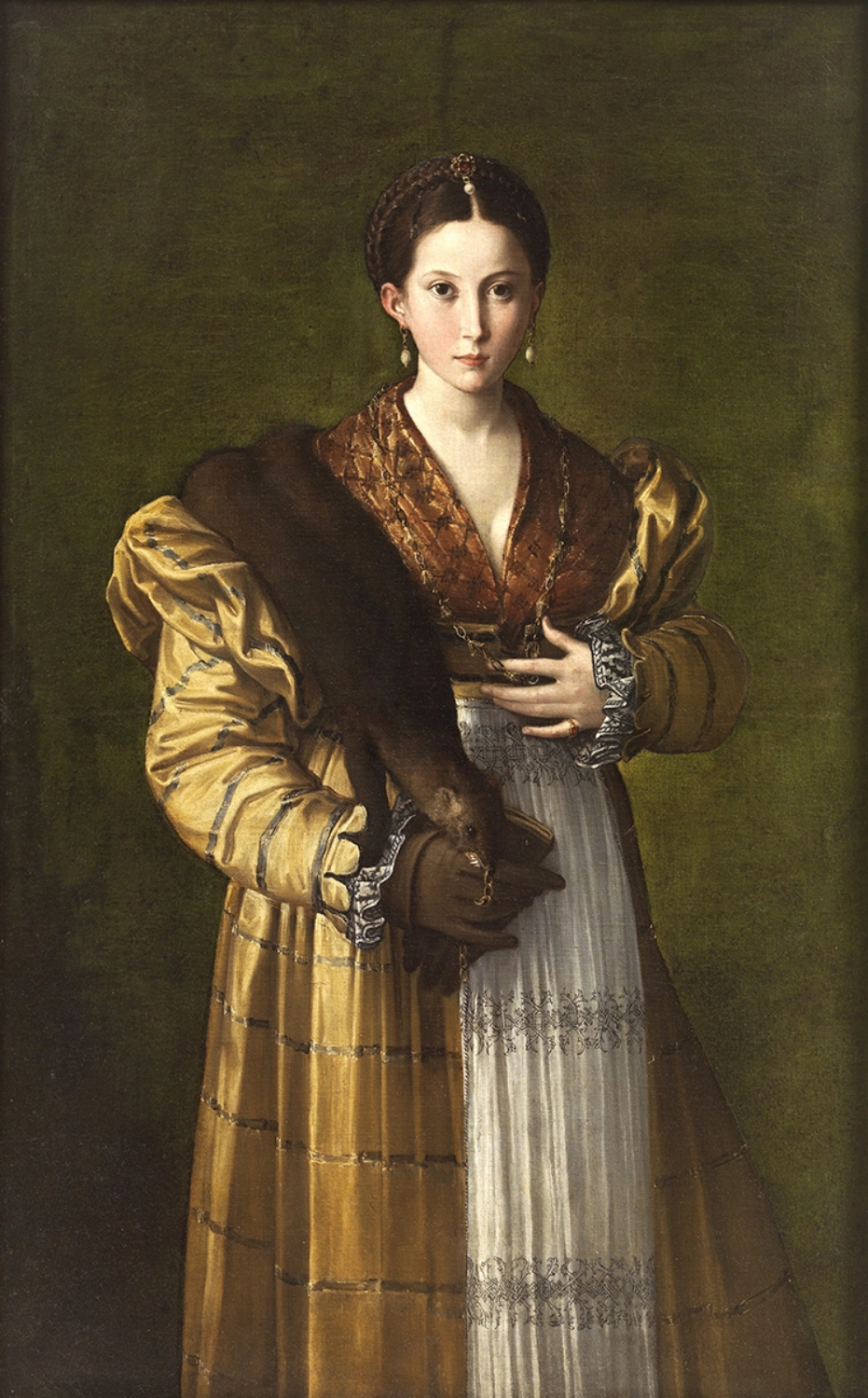
Antea, Parmigianino.

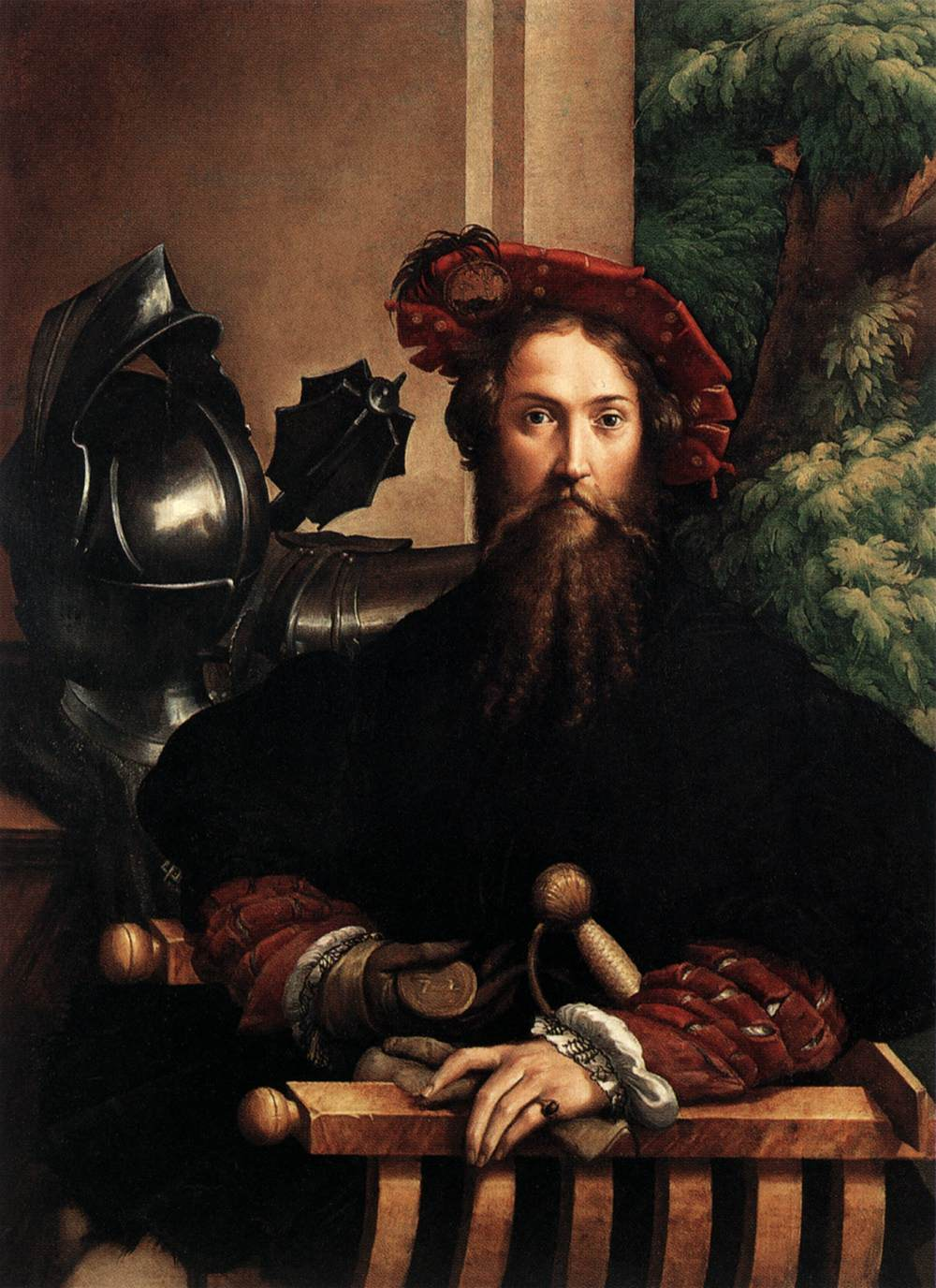
Portrait de Galeazzo Sanvitale, Parmigianino.

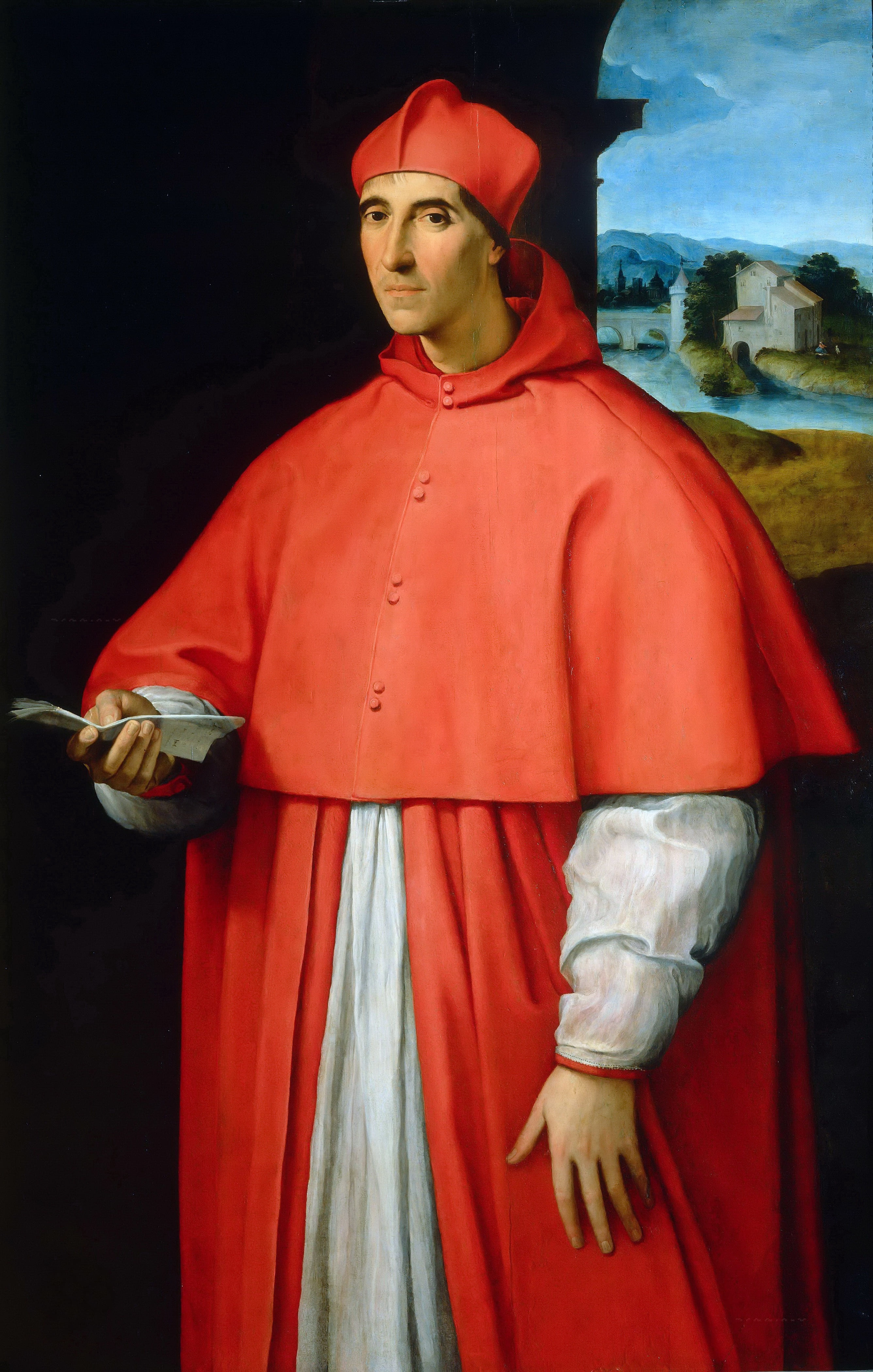
Portrait du cardinal Alessandro Farnese (futur pape Paul III), Raphaël.

  - Portrait de Luca Pacioli, vers 1500
- Giovanni Bellini
  - Transfiguration du Christ, 1490-1495
- Joachim Bueckelaer
  - Marché aux poissons, 1570
- Sandro Botticelli
  - La Vierge à l'Enfant avec deux anges, 1468–1469
- Pieter Brueghel l'Ancien
  - Le Misanthrope, 1568
  - La Parabole des aveugles, 1568
- Giuseppe Cammarano
  - Famille de François Ier, 1820
  - Portrait de Luisa Maria Amelia Teresa de Bourbon, 1790
- Agostino Carracci
  - Portrait de joueur de luth, 1585-1586
  - Démocrite, vers 1598
  - Triple portrait d’Amon le nain, Pietro le fou et Arrigo le poilu, vers 1598
  - Sainte Famille avec sainte Marguerite, vers 1600
- Annibale Carracci
  - Allégorie fluviale, vers 1593-1594
  - Annonciation, première décennie du XVIIe siècle
  - Bacchus, vers 1590-1591
  - Groupe d’anges, vers 1600
  - Vierge à l'Enfant avec saint François, première décennie du XVIIe siècle
  - Pietà, vers 1599-1600
  - Renaud et Armide, vers 1601
  - Portrait de musicien, 1587
  - Saint François pénitent, 1585-1590
  - Saint Jérôme, 1596-1599
  - Satyre, vers 1588-1589
  - Le Choix d'Hercule, 1596
  - La Vision de saint Eustache, 1560-1609
- Lodovico Carracci
  - Renaud et Armide, 1593
- Correggio
  - Vierge à l'Enfant (La Zingarella), vers 1516-1517
  - Mariage mystique de sainte Catherine d'Alexandrie, vers 1520
  - Saint Joseph et un dévot, 1529
  - Sant'Antonio Abate, vers 1517-1518
- Lucas Cranach l'Ancien
  - Le Christ et la Femme adultère, vers 1510-1520
- Sebastiano del Piombo
  - Portrait de Clément VII, 1526
  - Vierge au voile, 1535
- Andrea del Sarto
  - Vierge à l'Enfant, saint Jean-Baptiste et des anges, après 1518
  - Portrait de Léon X avec deux cardinaux, 1525
- Guglielmo Della Porta
  - Paul III, 1546 (sculpture)
- Le Dominiquin
  - Angelo custode, 1615
- Dosso Dossi
  - Sacra Conversazione, 1510
- Le Greco
  - Jeune Garçon soufflant sur un tison, 1571-1572
  - Portrait de Giulio Clovio, 1571-1572
- Giovanni Lanfranco
  - Assomption de Marie Madeleine, 1616
  - Jésus servi par les anges, 1616
- Filippino Lippi
  - Annonciation et saints, vers 1485
- Lorenzo Lotto
  - Vierge et l'Enfant avec saint Pierre martyr et un donateur, 1503
  - Portrait de l'évêque Bernardo de' Rossi, 1505
- Masolino da Panicale
  - Assomption de la Vierge (Retable Colonna), 1423 o 1428
  - Fondazione di Santa Maria Maggiore (Retable Colonna), 1423 o 1428
- Alessandro Bonvicino
  - Chrit à la colonne, 1540-1550
- Lelio Orsi
  - Saint Georges vainquant le dragon, 1550
- Parmigianino
  - Antée, 1524-1527
  - Lucrèce, 1540
  - Portrait de Gian Galeazzo Sanvitale, 1524
  - Sainte Famille avec saint Jean, 1528
- Le Pérugin (atelier)
  - Vierge à l'Enfant, 1490
- Pontormo
  - Scène de sacrifice, vers 1545
- Raphaël
  - La Madone de l'Amour divin, 1516
  - Portrait du cardinal Alessandro Farnese, 1509-1511
- Raphaël et Evangelista da Pian di Meleto
  - Éternel entre chérubins et tête de Madone, 1500-1501
- Rosso Fiorentino
  - Portrait de jeune homme assis avec tapis, vers 1525-1527
- Bartolomeo Schedoni
  - Charité, 1611
- Pellegrino Tibaldi
  - Sainte famille avec sainte Élisabeth et saint Jean, 1554-1555
- Titien
  - Danae, 1545
  - Portrait de Paul III avec ses petits-fils, 1546
  - Portrait du cardinal Alexandre Farnèse, 1545-46
  - Portrait de Paul III, 1543
  - Portrait de Paul III avec son camauro, 1545-1546
  - Portrait de Pierre-Louis Farnèse, vers 1546
  - Marie-Madeleine, vers 1550-1560
  - Portrait de Philippe II, vers 1554
  - Portrait de Charles V, vers 1533-1535
  - Portrait de jeune dame, vers 1544-1545
- Joos van Cleve
  - Adoration des mages, vers 1515
- Giorgio Vasari
  - Résurrection, 1545
- Pierre de Witte (Candido) 
  - Sainte Famille et saint Jean, vers 1585